# Edifici di culto a Catania
Nella storia di Catania sono molte le chiese demolite, scomparse, dismesse o sconsacrate. Tra le prime vi sono la Chiesa di San Gaetano alle Grotte, dedicata prima a "Santa Maria della Grotta" e prima ancora a "Santa Maria di Betlemme", e poi l'ex Cattedrale di Sant'Agata la Vetere, prima chiesa al mondo ad essere dedicata alla Santa Patrona della città. Alcune chiese sorgono sul luogo di antichi templi pagani, altre sul luogo di sepolcri di persone illustri dell'antichità e altre ancora sul luogo dove avvennero miracoli.
Sotto la dominazione bizantina si assiste alla conversione di numerosi luoghi di svago, monumenti o altri tipi di strutture risalenti all'epoca imperiale romana in luoghi di culto, come l'ex "Basilica di Santa Maria della Rotonda", ricavata dalle omonime Terme. Durante la dominazione islamica molte chiese invece si sono convertite in moschee, quando non abbandonate o demolite. Con la conquista normanna sono promossi e potenziati molti edifici religiosi e si convertono o riconvertono molte moschee in chiese cattoliche.
Vari eventi disastrosi come scosse sismiche e colate laviche distruggono in epoche differenti il patrimonio storico, artistico e religioso della città, come il Terremoto del 1169; più tardi nel XVII secolo accadono proprio entrambe le cose: l'Eruzione dell'Etna del 1669, dovuta alla mai cessata attività del vulcano, ma questa in particolare arriverà con diverse colate laviche a costeggiare le mura di cinta della città nel suo lato ovest, oltre a sguarnirla nel suo lato sud, colmando prima il Lago di Nicito e dopo il fossato del Castello Ursino, creando molta sciara e finendo infine a mare; e poi il fortissimo Terremoto del Val di Noto del 1693, il quale impone la totale rivisitazione dell'impianto urbanistico cittadino.
A causa di queste sciagure avvenute in epoca spagnola, sono requisiti e demoliti moltissimi beni ecclesiastici per ricavarne spazi edificabili e per il nuovo progetto della ricostruzione della città, che prevede che si traccino strade molto ampie: tra queste forse la più importante arteria cittadina, l'attuale Via Etnea, la quale riprende il percorso del cardo del centro abitato romano. Questa via, prima chiamata "via Stesicorèa" e "via Luminarìa" e più in là "via Ossèda", in quanto intitolata al nobile Viceré di Sicilia Giovanni Francesco Paceco, duca di Uzèda, parte da Piazza del Duomo verso nord, intersecando subito Via Vittorio Emanuele II (questa in passato chiamata "strada del Corso" oppure "strada Reale" e che riprende il tracciato del decumano di epoca romana); poi essa prosegue e incrocia perpendicolarmente nei Quattro Canti, un po' più a nord, "Via Antonino Paternò Castello, marchese di San Giuliano" (anticamente "via Lanza", in onore al principale finanziatore della ricostruzione cittadina, il regio governatore spagnolo Giuseppe Lanza, duca di Camastra, ed in seguito intitolata ad Abramo Lincoln); inoltre, il progetto del post-terremoto per via Etnea la farà proseguire ancora un po' più a nord fino a Piazza Stesicoro, un tempo chiamata "Porta di Aci", mentre più tardi essa raggiungerà l'abitato del quartiere Borgo, molto più a nord; infine, sempre da Piazza del Duomo, parte verso ovest Via Giuseppe Garibaldi (originariamente "via San Filippo" e più in là "via Ferdinàndea"), pressappoco parallela a via Vittorio Emanuele II ma più a sud e più corta. La ricostruzione favorisce il fiorire del barocco siciliano, chiamato anche "tardo barocco", essendo stato applicato nel Settecento, o "barocchetto", pertanto si assiste alla totale demolizione di antiche strutture compromesse per l'edificazione di fabbricati che costituiscono la quasi totalità dei tesori che compongono attualmente il patrimonio storico e artistico di Catania.
Durante i bombardamenti del secondo conflitto mondiale un numero elevato di chiese è stato distrutto: il 14 febbraio, il 16 aprile, il 18 maggio, l'8 luglio del 1943 ben 28 fra esse e quasi tutti i più importanti palazzi della città settecentesca sono stati colpiti. Altre invece non scamperanno alle demolizioni che tuttora lasciano rase al suolo porzioni di alcuni quartieri del ricchissimo centro storico catanese. Nel secondo dopoguerra per molti edifici di culto ne è stata modificata la destinazione d'uso o ne è stata concordata la prolungata chiusura.
Per l'insigne profilo arabo-normanno, rinascimentale e barocco, nel 2002 alcuni monumenti simbolo e luoghi di culto del centro storico sono stati dichiarati Patrimonio dell'umanità, la città inserita nella lista delle Città tardo barocche del Val di Noto e tutto l'insieme posto sotto la tutela dell'UNESCO.
Elenco delle chiese di Catania:

## Elenco complessivo
{Elenco in aggiornamento}
- Basilica Cattedrale metropolitana di Sant'Agata
- Basilica Collegiata di Maria Santissima dell'Elemosina
- Basilica Santuario di Maria Santissima Annunziata al Carmine
- Cappella Bonajuto o del Salvaterello
- Cappella dell'Istituto per Ciechi Ardizzone Gioeni
- Cappella dell'Ospedale Vittorio Emanuele II
- Cappella del Palazzo Biscari
- Cappella di Santa Maria delle Grazie
- Chiesa dei Santi Angeli Custodi
- Chiesa di Sant'Agata al Borgo
- Chiesa di Sant'Agata al Carcere
- Chiesa di Sant'Agata al Conservatorio delle Verginelle
- Chiesa di Sant'Agata alle Sciare
- Chiesa di Sant'Agata la Vetere[2]
- Chiesa di Sant'Agostino e di Santa Rita o "Chiesa di Santa Rita in Sant'Agostino"
- Chiesa di Sant'Anna
- Chiesa di Sant'Antonio Abate e San Giuseppe in San Giovanni Galermo
- Chiesa di Sant'Antonio di Padova
- Chiesa della Badia di Sant'Agata
- Chiesa della Beata Maria Vergine del Carmelo e di Santa Maria Goretti
- Chiesa della Beata Vergine Maria in Cielo Assunta alla Plaia
- Chiesa di Santa Barbara e Sant'Agrippina
- Chiesa di San Benedetto
- Chiesa di San Berillo in Santa Maria degli Ammalati
- Chiesa di San Biagio in Sant'Agata alla Fornace
- Chiesa del Cuore Immacolato della Beata Maria Vergine
- Chiesa dei Santi Cosma e Damiano
- Chiesa di San Camillo de' Lellis
- Chiesa di Santa Caterina al Rinazzo
- Chiesa di Santa Chiara
- Chiesa di Santa Chiara in Librino
- Chiesa di Cristo Re
- Chiesa di San Cristoforo alle Sciare
- Chiesa di Santa Croce
- Chiesa della Divina Maternità della Beata Vergine Maria
- Chiesa di San Domenico
- Chiesa di Sant'Euplio
- Chiesa di San Filippo Neri
- Chiesa di San Francesco Borgia
- Chiesa di San Francesco d'Assisi all'Immacolata
- Chiesa di San Francesco d'Assisi o dei Cappuccini Vecchi, già "Chiesa di Santa Maria degli Angeli"[3]
- Chiesa di San Francesco di Paola
- Chiesa di San Francesco di Paola di via Curìa
- Chiesa di San Gaetano alla Marina
- Chiesa di San Gaetano alle Grotte
- Chiesa di San Giorgio e San Dionigi
- Chiesa di San Giovanni Apostolo ed Evangelista
- Chiesa di San Giovanni Battista Minore
- Chiesa di San Giovanni Battista in San Giovanni Galermo
- Chiesa di San Giovanni Bosco
- Chiesa di San Girolamo alla Mecca o "Cappella dell'Ospedale Giuseppe Garibaldi-Centro", già chiesa dell'Ospizio della Mecca[4]
- Chiesa di San Giuliano
- Chiesa di San Giuseppe al Duomo
- Chiesa di San Giuseppe al Pigno
- Chiesa di San Giuseppe al Transito
- Chiesa di San Giuseppe in Ognina
- Chiesa di San Giuseppe la Rena
- Chiesa dell'Immacolata in San Giovanni Galermo
- Chiesa dell'Immacolata Concezione della Beata Maria Vergine ai Minoritelli
- Chiesa di Sant'Ignazio
- Chiesa di San Leone Vescovo
- Chiesa di Santa Lucia al Fortino
- Chiesa di Santa Lucia in Ognina
- Chiesa di San Luigi Gonzaga
- Chiesa della Madonna del Divino Amore
- Chiesa della Madonna del Divino Amore di via Palermo
- Chiesa della Madonna delle Grazie in San Giovanni Galermo
- Chiesa della Maris Stella
- Chiesa di Santa Maria Ausiliatrice e San Domenico Savio
- Chiesa di Santa Maria del Carmelo alla Barriera
- Chiesa di Santa Maria del Carmelo al Canalicchio
- Chiesa di Santa Maria del Rosario
- Chiesa di Santa Maria dell'Aiuto[5]
- Chiesa di Santa Maria della Concordia
- Chiesa di Santa Maria della Consolazione
- Chiesa di Santa Maria della Consolazione al Borgo
- Chiesa di Santa Maria della Guardia
- Chiesa di Santa Maria della Mercede
- Chiesa di Santa Maria della Palma o del Soccorso
- Chiesa di Santa Maria della Provvidenza
- Chiesa di Santa Maria della Provvidenza dell'ex Conservatorio
- Chiesa di Santa Maria della Purità e della Visitazione
- Chiesa di Santa Maria della Rotonda
- Chiesa di Santa Maria de La Salette
- Chiesa di Santa Maria della Salute
- Chiesa di Santa Maria delle Grazie in Carruba
- Chiesa di Santa Maria dell'Indirizzo
- Chiesa di Santa Maria dell'Itria
- Chiesa di Santa Maria di Gesù
- Chiesa di Santa Maria di Monserrato
- Chiesa Santuario di Santa Maria di Ognina[6]
- Chiesa di Santa Marta
- Chiesa di San Martino
- Chiesa di San Michele Arcangelo ai Minoriti
- Chiesa di San Michele Arcangelo
- Chiesa di San Michele Minore
- Chiesa della Natività del Signore
- Chiesa di Nostra Signora del Santissimo Sacramento
- Chiesa di Nostra Signora di Lourdes
- Chiesa di Nostra Signora di Nazareth oltre Simeto
- Chiesa di San Nicolò al Borgo
- Chiesa di San Nicolò l'Arena
- Chiesa di Sant'Orsola
- Chiesa di San Pietro e San Paolo
- Chiesa di San Pio da Pietrelcina
- Chiesa di San Pio X Papa
- Chiesa di San Placido
- Chiesa della Regina Apostolorum
- Chiesa della Resurrezione del Signore
- Chiesa della Risurrezione
- Chiesa della Sacra Famiglia
- Chiesa della Santissima Trinità
- Chiesa dello Spirito Santo
- Chiesa dello Spirito Santo in San Giovanni Galermo
- Chiesa del Sacro Cuore ai Cappuccini
- Chiesa del Sacro Cuore alla Barriera
- Chiesa del Sacro Cuore di Gesù
- Chiesa del Sacro Cuore di Gesù al Fortino (già "Chiesa delle Anime del Purgatorio")[7]
- Chiesa del Santissimo Crocefisso dei Miracoli
- Chiesa del Santissimo Crocefisso della Buona Morte
- Chiesa del Santissimo Crocefisso Maiorana
- Chiesa del Santissimo Redentore
- Chiesa del Santissimo Sacramento al Borgo
- Chiesa del Santissimo Sacramento al Duomo
- Chiesa del Santissimo Sacramento Ritrovato
- Chiesa del Santissimo Salvatore
- Chiesa del Santo Bambino
- Chiesa di San Sebastiano
- Chiesa di Santo Stefano Protomartire
- Chiesa di Santa Teresa
- Chiesa di Santa Teresa del Bambino Gesù
- Chiesa delle Vergini al Borgo
- Chiesa di San Vincenzo de' Paoli
- Chiesa di San Vito
- Chiesa di San Zaccaria e Sant'Elisabetta in San Giovanni Galermo

## Case
{Elenco in aggiornamento}
- Santa Casa di Loreto[5] accanto alla Chiesa di Santa Maria dell'Aiuto, alla confluenza di via Santa Maria dell'Aiuto con via Consolato della Seta
- Real Collegio delle Arti presso la Casa Professa dell'abolita Compagnia di Gesù[8], in «via di San Benedetto» (attuale Via dei Crociferi)
- Casa Religiosa dei Padri Minoriti sotto il titolo della «Concezione» presso i «Quattro Canti» (incrocio fra Via Etnea e Via Antonino di San Giuliano)[9]
- Casa Religiosa dei Padri Minoriti sotto il titolo di «San Michele Arcangelo» alla «Porta di Aci» (attuale Piazza Stesicoro)[10]
- Casa Religiosa dei Padri Crociferi sotto il titolo di «San Camillo de Lellis» in Via dei Crociferi, all'angolo nord-est con Via Antonino di San Giuliano[9]
- Casa dei Chierici Regolari Minori sotto il titolo di «Santa Maria dell'Immacolata Concezione» detti «Minoritelli», in Via Gesualdo Clementi[11]

## Chiese scomparse
{Elenco in aggiornamento}
- Chiesa del Cristo Ritrovato alla Marina: luogo di culto un tempo sito nella zona nord dell'odierna piazza dei Martiri, demolito intorno al 1864 per poter aprire il lungomare, il viale VI Aprile
- Chiesa del Reclusorio Carcaci: in via Maddem, all'interno del Conservatorio di Carcaci (o «della Concezione»), demolito con lo Sventramento di San Berillo
- Chiesa del Reclusorio del Lume: all'interno del Conservatorio omonimo, il portone della via Androne che guarda a levante, demolita negli anni Settanta del Novecento
- Chiesa del Santissimo Salvatore alla Marina: luogo di culto un tempo sito a metà percorso degli attuali Archi della Marina, a sud della Civita ma a nord del Porto di Catania, edificato nel Seicento sulla cima di uno scoglio e avente una scalinata per accedervi, demolito intorno al 1864 per la costruzione di tale tratta della linea ferroviaria
- Chiesa dell'Annunziata fuori Porta di Aci: luogo di culto sito in piazza Carlo Alberto, dove oggi vi è la Basilica Santuario di Maria Santissima Annunziata al Carmine, con annesso il "Convento dei Padri Carmelitani"[12]
- Chiesa della Santissima Ascensione: luogo di culto sito in Via dei Crociferi, all'angolo con via San Benedetto, dove oggi vi è la Chiesa di San Francesco Borgia
- Chiesa delle Anime del Purgatorio: luogo di culto sito in piazza (Battaglia di) Palestro, all'angolo con via Palermo, al Fortino, edificato nell'Ottocento, dove oggi vi è la Chiesa del Sacro Cuore di Gesù al Fortino
- Chiesa dello Spirito Santo: luogo di culto paleocristiano un tempo sito in piazza Turi Ferro, anticamente chiamata proprio "piazza Spirito Santo"
- Chiesa di Maria Santissima delle Grazie: bombardata durante la Seconda guerra mondiale, ricostuita con la denominazione di Chiesa della Divina Maternità della Beata Vergine Maria[13]
- Chiesa di Sant'Agata al Rotolo: luogo di culto un tempo sito probabilmente dove oggi vi è la rotonda omonima, nel quartiere Rotolo
- Chiesa di Sant'Antonio Abate e Sant'Euplio: luogo di culto un tempo sito in piazza Sant'Antonio Abate, nei pressi dove anticamente vi era il "Bastione di Sant'Euplio"
- Chiesa di Santa Caterina del Rosario: luogo di culto sito in via Sant'Agata, all'angolo con piazza Scammacca, edificato nel Seicento, e, dopo essere stato bombardato durante la Seconda guerra mondiale, tra il 1951 e il 1955 è stato venduto dai Frati Domenicani ad un privato, mentre dal 1978 vi ha avuto sede la Fondazione "Giovanni Verga", dal 1998 l'"Archivio Storico Comunale di Catania" e dal 2005 la "Tesoreria Comunale"
- Chiesa di San Cristoforo Minore: luogo di culto sito dove oggi vi è la Chiesa greco-ortodossa di San Leone, in piazza Turi Ferro
- Chiesa di Sant'Elena e San Costantino: luogo di culto un tempo sito probabilmente dove oggi vi è la piazza omonima
- Chiesa di Sant'Euplio in Ognina: luogo di culto un tempo sito fra piazza Mancini Battaglia e via Parrocchia, a Ognina, edificato nel Settecento e demolito nel 1961 per poter aprire il lungomare, il viale Artale I Alagona
- Chiesa di San Filippo e San Giacomo: luogo di culto un tempo sito in Piazza Giuseppe Mazzini, anticamente chiamata proprio "piazza San Filippo", in dialetto catanese "Chianu ri San Fulippu"
- Chiesa di San Giovanni Battista: luogo di culto un tempo sito in Via Giuseppe Garibaldi, all'angolo con via San Giovanni (Battista), non molto bombardato durante la Seconda guerra mondiale, ma demolito lo stesso e dove oggi al suo posto vi è un palazzo residenziale degli anni sessanta del Novecento; inoltre, in tale chiesa erano conservate le spoglie di Domenico Tempio e di Giovanni Pacini, le quali dopo la demolizione dell'edificio religioso vennero trasferite all'Ossario del Cimitero monumentale di Catania
- Chiesa di San Giovanni Battista in San Giovanni li Cuti: luogo di culto un tempo sito probabilmente nei pressi del porticciolo dell'omonimo quartiere, edificato probabilmente nell'Ottocento[6]
- Chiesa di San Giovanni de' Fleres: luogo di culto un tempo sito in via Cestai, all'angolo con via Mancini, edificato nel 532 e demolito nel 1896, dove oggi rimane un arco gotico come testimonianza storica della passata esistenza dell'edificio religioso in tale luogo
- Chiesa di San Leone: luogo di culto un tempo sito probabilmente dove oggi vi è il C.D.E.I. "Antonio Santangelo Fulci", già "Convento dei Padri Carmelitani" ed in seguito Distretto Militare "Francesco Lucchesi Palli", che molto probabilmente è stato uno dei luoghi di custodia delle reliquie di Sant'Agata prima del loro trasferimento nell'ex Cattedrale, la Chiesa di Sant'Agata la Vetere[14]
- Chiesa di Santa Lucia: luogo di culto un tempo sito probabilmente a nord-est di piazza Carlo Alberto, all'angolo con via Giuseppe Verdi, dove oggi vi è la "Basilica Santuario di Maria Santissima Annunziata al Carmine"
- Chiesa di Santa Maria del Tindaro: luogo di culto un tempo sito probabilmente in via del Tindaro, all'Antico Corso, quindi ad est del Bastione omonimo, bombardato durante la Seconda guerra mondiale e quindi non più ricostruito
- Chiesa di Santa Maria della Catena: luogo di culto un tempo sito probabilmente nella via omonima
- Chiesa di Santa Maria della Cava: luogo di culto sito in Via della Rotonda, presso le terme omonime, edificato nel 1483, bombardato durante la Seconda Guerra Mondiale e tuttora avente dei sostegni in ferro che occupano parte della strada
- Chiesa di Santa Maria della Lettera: luogo di culto un tempo sito probabilmente nella via omonima
- Chiesa di Santa Maria della Mercede: luogo di culto un tempo sito vicino la sede attuale, edificato nel Settecento, demolito nell'Ottocento per poter aprire il viale Regina Margherita, che cambia nome in viale XX Settembre dopo l'incrocio con via Etnea, e quindi fatto ricostruire nel 1883 in Via Caronda per volere dell'arcivescovo dell'epoca, il Cardinale Giuseppe Francica-Nava de Bondifè
- Chiesa di Santa Maria della Palma o del Soccorso: luogo di culto sito in via Giuseppe Garibaldi, all'angolo con via della Palma, che in seguito ha cambiato anche destinazione d'uso, divenendo il Teatro Minimo "Giuseppe Tovini", anche se sembra comunque inattivo pur avendo quest'altra destinazione
- Chiesa di Santa Maria della Speranza (detta anche "Chiesa della Speranza"): luogo di culto un tempo sito probabilmente in piazza della Borsa, edificato nel Seicento, che è andato sempre più in rovina fino ad essere distrutto da un incendio nel 1921, e dove oggi dal 1933 vi è il Palazzo della Borsa
- Chiesa di Santa Maria di Betlemme (in seguito dedicata a "Santa Maria della Grotta"): luogo di culto sito nella parte sud di Piazza Carlo Alberto, edificato nel 262, e dove oggi vi è la Chiesa di San Gaetano alle Grotte
- Chiesa di Santa Maria di Nuovaluce: luogo di culto un tempo sito prima nella via omonima, nel quartiere Fossa della Creta, promosso da Artale I Alagona, edificato nel 1378 e dal 1703 al 1926 (anno della demolizione) sito invece in piazza Vincenzo Bellini, anticamente chiamata proprio "piazza Santa Maria di Nuovaluce"[15]
- Chiesa di Santa Maria la Grande: luogo di culto sito in piazza San Domenico, all'angolo con via Santa Maria Maddalena, dove oggi vi è la chiesa omonima
- Chiesa di Santa Maria Maddalena: luogo di culto un tempo sito probabilmente nella via omonima
- Chiesa di Santa Marina alla Giudecca: luogo di culto un tempo sito in via Pozzo Mulino, nel quartiere Giudecca
- Chiesa di San Michele: luogo di culto sito a nord di piazza Federico II di Svevia, che è a nord del Castello Ursino, dove oggi vi è la Chiesa di San Sebastiano
- Chiesa di San Nicolò dell'Oliva: luogo di culto sito in Via Vittorio Emanuele II, all'angolo con via Quartarone, edificato nel 1351, dove oggi vi è la Chiesa della Santissima Trinità, edificata negli anni quaranta del Settecento
- Chiesa di San Nicolò Minore (detta anche "San Nicolella" o "San Nicola dei Trixini"): luogo di culto un tempo sito in piazza San Nicolella, all'angolo con via Alessandro Manzoni, e demolito nel 1955, dove oggi al suo posto vi è un palazzo con la sede del Quotidiano di Sicilia
- Chiesa di Santa Sofia: luogo di culto un tempo sito probabilmente nel quartiere omonimo, e demolito per costruire il Policlinico di Catania
- Chiesa di San Tommaso Becket (in seguito dedicata a San Tommaso Apostolo): luogo di culto un tempo sito alla Civita, in origine islamico e poi convertito in chiesa cattolica[16]

## Collegi
- Collegio dei Gesuiti in «via di San Benedetto» (attuale via dei Crociferi)[17][14]
- Collegio Mario Cutelli sulla «Strada del Corso»[18][19] (attuale Via Vittorio Emanuele II)
- Palazzo del Seminario dei Chierici (promotore il Vescovo Monsignor Pietro Galletti)[20] al «Piano di Sant'Agata» (attuale Piazza del Duomo)

## Conservatori
{Elenco in aggiornamento}
- Conservatorio della Purità ubicato sulla «Strada della Porta del Re» (attuale Via Santa Maria Maddalena)[21]
- Conservatorio di Sant'Agata al «Borgo»[22]
- Conservatorio di San Francesco di Sales ubicato in via Santa Maddalena[22]
- Conservatorio di Santa Maria della Provvidenza o «Collegio di Maria», ubicato in via Santa Maria Maddalena[23], fondato nel 1751[24]
- Conservatorio delle donne gravide ubicato via Santa Maria Maddalena[23]
- Conservatorio delle donne ripentite sotto il titolo di «Santa Maria Maddalena», ubicato presso il Monastero di San Nicolò l'Arena[23]
- Conservatorio delle Verginelle ubicato in via Teatro Greco[23][14]
- Conservatorio delle Vergini al Borgo ubicato in via Empedocle, e conosciuto dai catanesi come La Badiella
- Conservatorio di Carcaci[24], demolito con lo Sventramento di San Berillo
- Reclusorio di Maria Santissima del Lume ubicato in Via Reclusorio del Lume, all'angolo con via Santa Maria Maddalena e demolito negli anni settanta del Novecento

## Conventi
{Elenco in aggiornamento}
- Convento dei Padri Francescani del Terzo Ordine sotto il titolo di «Sant'Anna» ai «Quattro Canti»[10]
- Convento dei Padri Teresiani Calzi sotto il titolo di «Santa Teresa» ai «Quattro Canti»[10]
- Convento dei Padri Agostiniani Scalzi sotto il titolo di «Santa Maria della Nuova Luce» ai «Quattro Canti»[10]
- Convento dei Padri Agostiniani Calzi sotto il titolo di «Sant'Agostino» in via Vittorio Emanuele II[25],[26]
- Convento dei Frati Minori Conventuali sotto il titolo di «San Francesco d'Assisi» in via Vittorio Emanuele II[26]
- Convento dei Padri Domenicani sotto il titolo di «Santa Caterina al Rosario» in via Vittorio Emanuele II[27],[26][28]
- Convento dei Padri Domenicani sotto il titolo di «San Domenico» in via Santa Maddalena[26]
- Convento dei Padri Paolotti sotto il titolo di «San Francesco di Paola» nei pressi del «Baluardo Grande» (attuale piazza San Francesco di Paola)[26]
- Convento dei Padri Minori Osservanti sotto il titolo di «Sant'Agata la Vetere» in via Santa Maddalena[26]
- Convento dei Padri Carmelitani Riformati sotto il titolo di «Santa Maria dell'Indirizzo» al «Piano dell'Indirizzo» (attuale piazza Santa Maria dell'Indirizzo)[29]
- Convento dei Padri Carmelitani Scalzi sotto il titolo dell'«Annunziata» alla «Collegiata», in «via Uzeda» (attuale via Etnea)[29]
- Convento dei Padri Riformati sotto il titolo di «Santa Maria di Gesù» fuori le mura, in piazza Santa Maria di Gesù[29][30]
- Convento francescano di San Nicolò Minore, detto anche di «San Nicolella» o di «San Nicola dei Triscini», in piazza San Nicolella[12]
- Convento dei Padri Cappuccini sotto il titolo di «San Francesco d'Assisi» in piazza della Borsa[10][31]
  - Convento dei Padri Cappuccini di San Francesco sub titolo della Speranza
  - Convento dei Cappuccini Nuovi di via Plebiscito

### Corporazioni religiose soppresse
Fra parentesi le date di costituzione e di soppressione della corporazione.
- Convento dei Cappuccini dell'Ordine dei Frati Minori Cappuccini[31]
- Convento di Santa Maria Annunziata dei carmelitani regolari osservanti
- Convento dei Padri Crociferi dell'ordine dei Chierici regolari Ministri degli Infermi
- Convento di Santa Teresa dei carmelitani scalzi
- Convento di Maria Santissima dell'Indirizzo dei carmelitani riformati[34]
- Convento di San Michele Arcangelo dei chierici regolari minori[35]
- Convento di Santa Chiara delle Clarisse
- Convento di Sant'Agata la Vetere dell'Ordine dei Frati Minori Osservanti[36]
- Convento di San Domenico fuori le mura dei Ordine dei Frati Predicatori Domenicani
- Convento di Santa Caterina al Rosario dei predicatori Ordine dei Frati Predicatori Domenicani
- Convento di Sant'Agostino dell'Ordine di Sant'Agostino
- Convento di San Nicolò Minore del terzo ordine francescano
- Convento di Santa Maria di Gesù dell'Ordine francescano dei minori riformati
- Convento di San Francesco di Paola dei Paolotti dell'Ordine dei Minimi
- Convento di San Francesco d'Assisi dell'Ordine dei frati minori conventuali
- Convento di Santa Maria Immacolata Concezione dei chierici regolari minori (1547 - 1871)
- Casa dei Chierici Regolari Minori sotto il titolo di «Santa Maria dell'Immacolata Concezione» o «Minoritelli»[37]

## Monasteri
{Elenco in aggiornamento}

### Femminili
- Monastero di San Geronimo documentato fino al mandato del vescovo Andrea Riggio, confluito nel monastero di Santa Chiara.[38]
- Monastero di Montevergine documentato fino al mandato del vescovo Andrea Riggio, confluito nel monastero di Santa Chiara.[38]
- Monastero di San Benedetto ubicato in via dei Crociferi, rispettivamente «Badia Grande»[17] e «Badia Piccola»[17][20][14][38]
- Monastero di San Giuliano ubicato in via dei Crociferi, retto secondo la regola di Santa Scolastica[39][20][14][38]
- Monastero di San Placido dell'Ordine benedettino ubicato in via Vittorio Emanuele II[27][22][14][38][40]
- Monastero della Santissima Trinità dell'Ordine benedettino ubicato in via Vittorio Emanuele II[22][14][38]
- Monastero di Sant'Agata dell'Ordine benedettino ubicato in via Vittorio Emanuele II[22][14][38]
- Monastero di Santa Chiara ubicato sulla «Strada Ferdinandea» (attuale Via Garibaldi) e retto secondo la regola di Santa Chiara[41][22][14]. Il vescovo Andrea Riggio accorpa ad esso il monastero di San Geronimo e il monastero di Montevergine.[38][42]
- Monastero di Santa Maria della Raccomandata, detto anche di «Santa Maria di Valverde», ubicato in via Vittorio Emanuele II
- Monastero di Portosalvo documentato sotto il mandato del vescovo Andrea Riggio e ridotto alla regola benedettina.[38]
- Monastero di Santa Maria Maddalena documentato sotto il mandato del vescovo Andrea Riggio e ridotto alla regola benedettina.[38]
- Monastero di Santa Caterina documentato sotto il mandato del vescovo Andrea Riggio e ridotto alla regola benedettina.[38]
- Monastero di Santa Lucia documentato sotto il mandato del vescovo Andrea Riggio e ridotto alla regola benedettina.[38]

### Maschili
- Monastero di San Nicolò l'Arena presso la Chiesa di San Nicolò l'Arena. Derivato dal primitivo Monastero del Bosco fondato nel 1156[43][23][44][45]

#### Corporazioni religiose soppresse
Fra parentesi le date di costituzione e di soppressione della corporazione.
- Monastero della Badia di Sant'Agata dell'ordine delle Benedettine
- Monastero di San Giuliano dell'ordine delle Benedettine
- Monastero di San Placido dell'ordine delle Benedettine
- Monastero della Santissima Trinità dell'ordine delle Benedettine
- Monastero di San Nicolò l'Arena dell'ordine dei Benedettini della Congregazione cassinese[44]

## Abbazie
- Abbazia di Santa Maria di Nuovaluce

## Noviziati
{Elenco in aggiornamento}

## Oratori
{Elenco in aggiornamento}
- Oratorio di San Filippo Neri, sito in largo San Domenico Savio[29]
- Oratorio di San Pietro, primitivo luogo di culto sito dove ora vi è la Chiesa di Sant'Agata al Carcere

## Chiese protestanti
- Chiesa evangelica valdese (OPCEMI): sita in via Naumachia[46]
- Chiesa luterana: centro comunità in via Grotte Bianche
- Chiesa Battista (UCEBI): in via Luigi Capuana, in viale Castagnola (C.E.B. di Librino, San Giorgio-Librino-San Giuseppe la Rena-Zia Lisa-Villaggio Sant'Agata)
- Chiesa Cristiana Evangelica Pentecostale "Gesù Cristo è il Signore": la chiesa evangelica FCP sita in viale Giuseppe Lainò (Picanello-Ognina-Barriera-Canalicchio)[47]

## Sinagoghe
- Sinagoga di Catania, primitivo luogo di culto ebraico adiacente alla o identificato con la Chiesa dei Santi Cosma e Damiano
- Sinagoga di Catania, primitivo luogo di culto ebraico documentato in via Santa Maria della Catena
- Comunità ebraica di Catania, non affiliata all'UCEI, in via Leucatia

## Moschee
- Moschea del Venerdì: primitivo luogo di culto islamico trasformato poi nella Chiesa di San Tommaso Becket[16] alla Civita
- Moschea di Catania: in via Castromarino, aperta nel 1980 ma chiusa verso il 1988
- Moschea della Misericordia, in piazza Mario Cutelli, aperta nel 2012

## Movimenti
- Chiesa di Cristo: sita in via Roccaromana[48]
- Chiese Cristiane Evangeliche A.D.I. Catania (Assemblee di Dio in Italia): le comunità sono site in via Susanna[49], in via Barcellona (A.D.I. Acquicella - Librino), in via delle Clementine (A.D.I. Pigno-Bicocca), nel villaggio S. Maria Goretti (A.D.I. S.M. Goretti), in via Gaetano Di Giovanni (A.D.I. Monte Po'), in via Cordai (A.D.I. S. Cristoforo), in viale Nitta (A.D.I. Villaggio S. Agata), in via Pietro Mascagni (A.D.I. Stazione Centrale), in via Glauco (A.D.I. Picanello-Ognina-Barriera-Canalicchio)[50], in viale della Costituzione (A.D.I. Canalicchio), in via Pietro Mascagni (A.D.I. Catania)
- Chiesa apostolica: in via Santa Maria della Catena[51]
- Chiesa Cristiana Evangelica Riformata "Grazia e Verità": c/o Chiesa avventista di via Sapri[52]
- Esercito della salvezza (EdS): 'corpi' in via Vittorio Emanuele II e in via Santa Barbara[53]
- Chiesa Cristiana Evangelica "Hosanna": sita in via Galati (Picanello-Ognina-Barriera-Canalicchio)[54]
- Chiesa Cristiana Evangelica Pentecostale « Della Fede in Cristo Gesù " ED " »: sita in viale Mario Rapisardi
- Chiesa Cristiana Evangelica Pentecostale ADI: sita in via Mirko
- Chiesa Cristiana Evangelica Pentecostale Filadelfia: sita in via Caronda[55]
- Chiesa Cristiana Evangelica Pentacostale "Movimento Missionario Mondiale": sita in via Giuseppe Borrello
- Chiesa Cristiana Brasile: in via D'Amico

## Galleria d'immagini

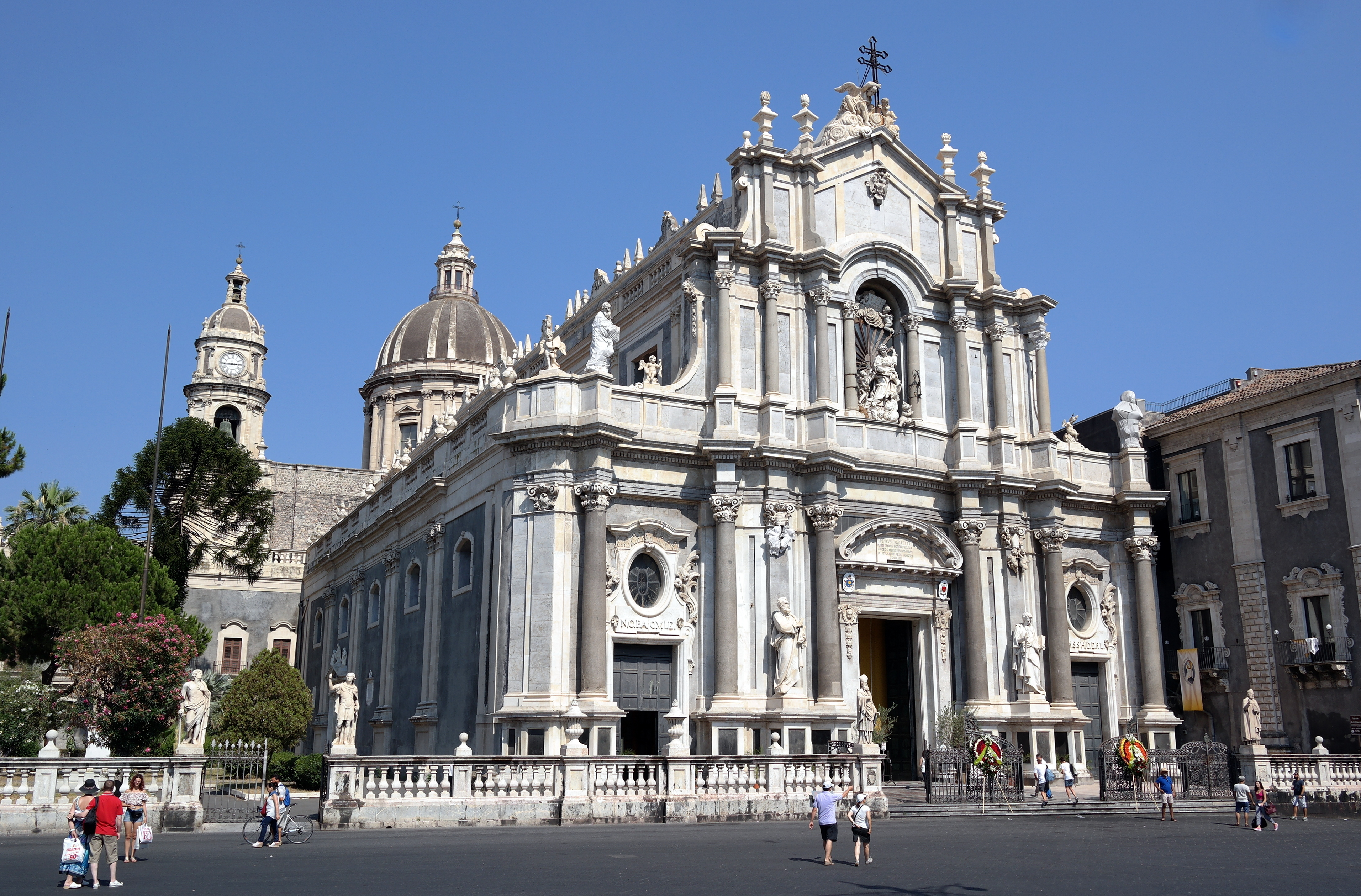
Cattedrale di Sant'Agata
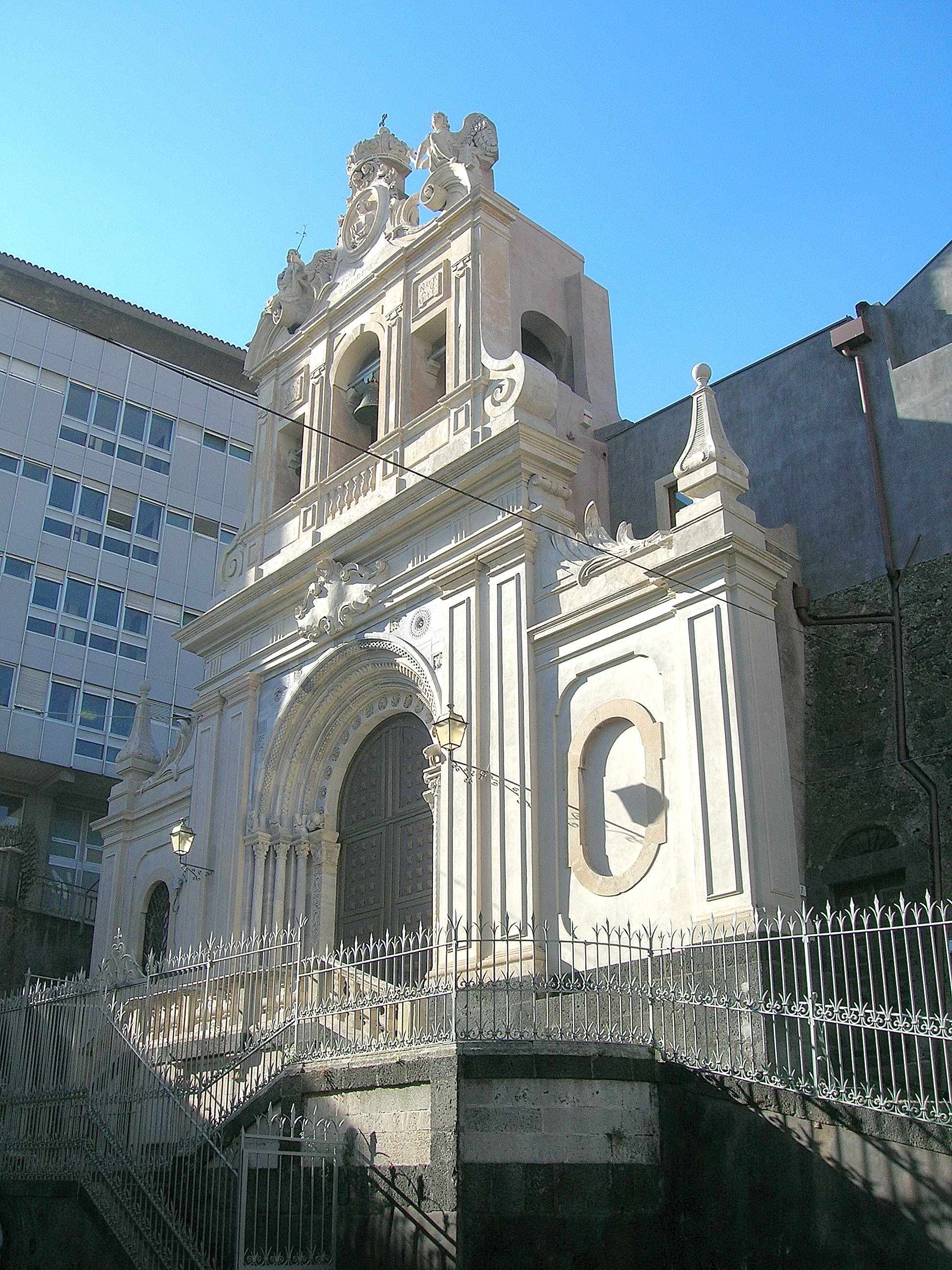
Sant'Agata al Carcere
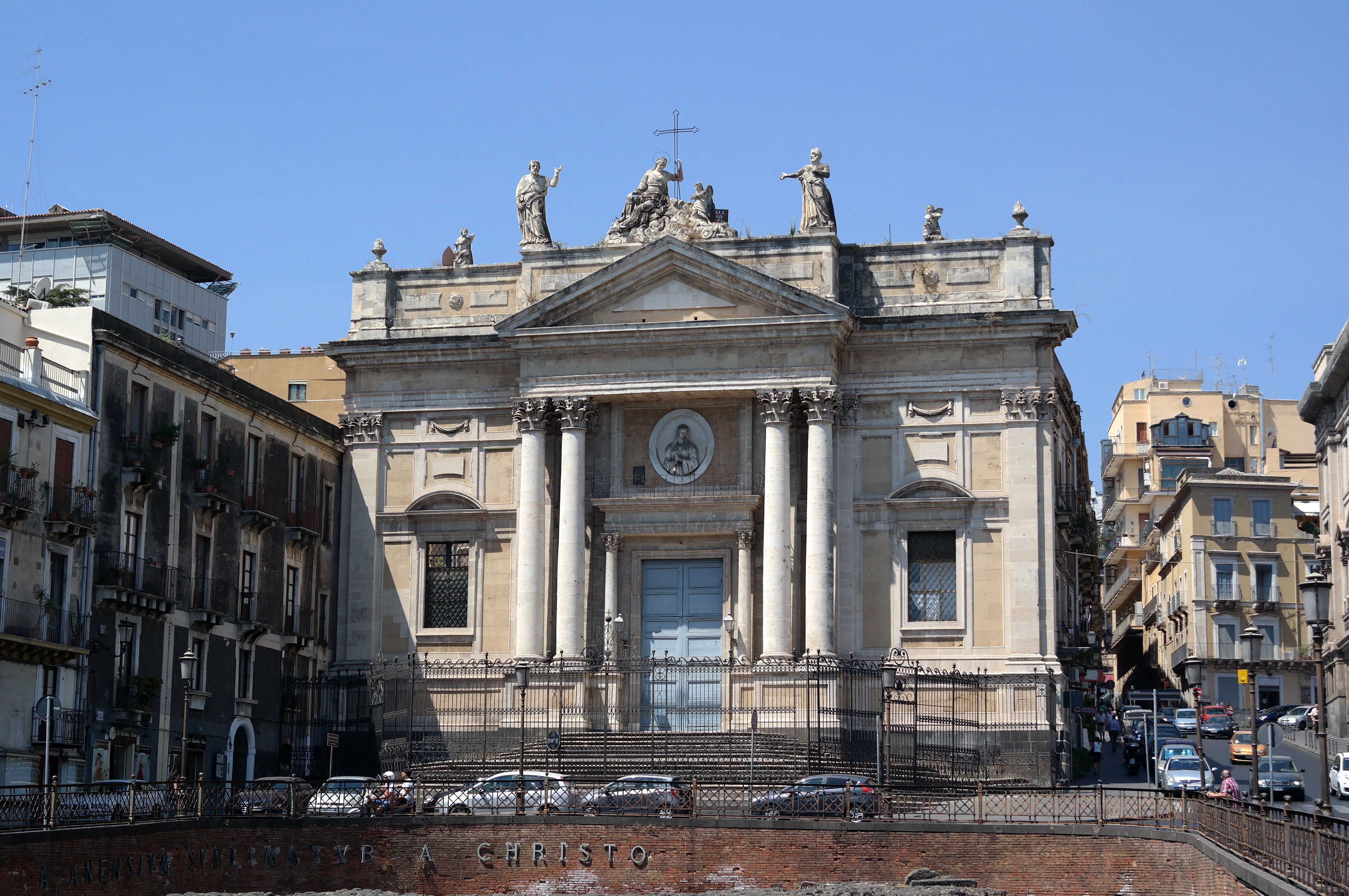
Sant'Agata alla fornace o San Biagio
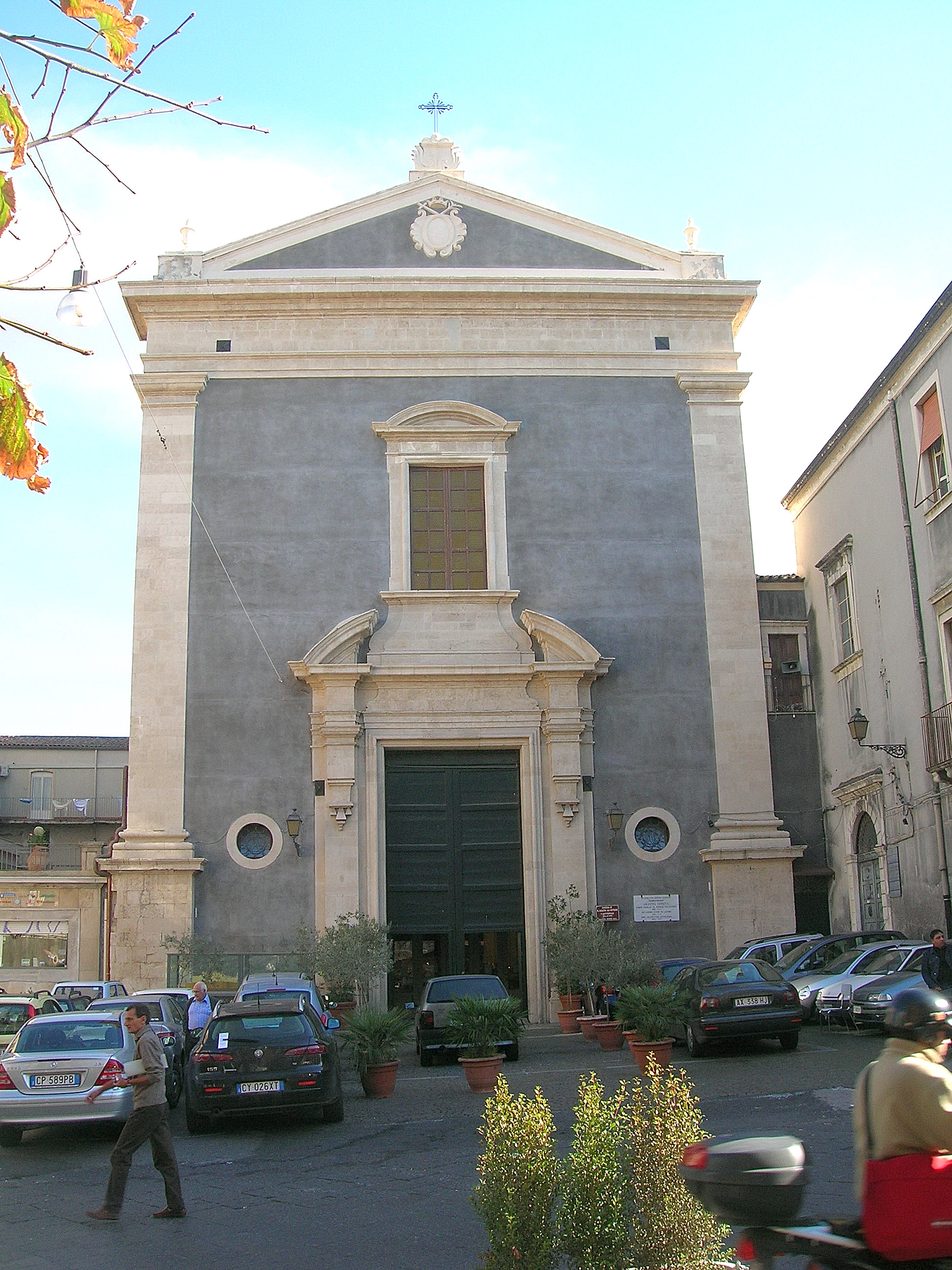
Sant'Agata la Vetere
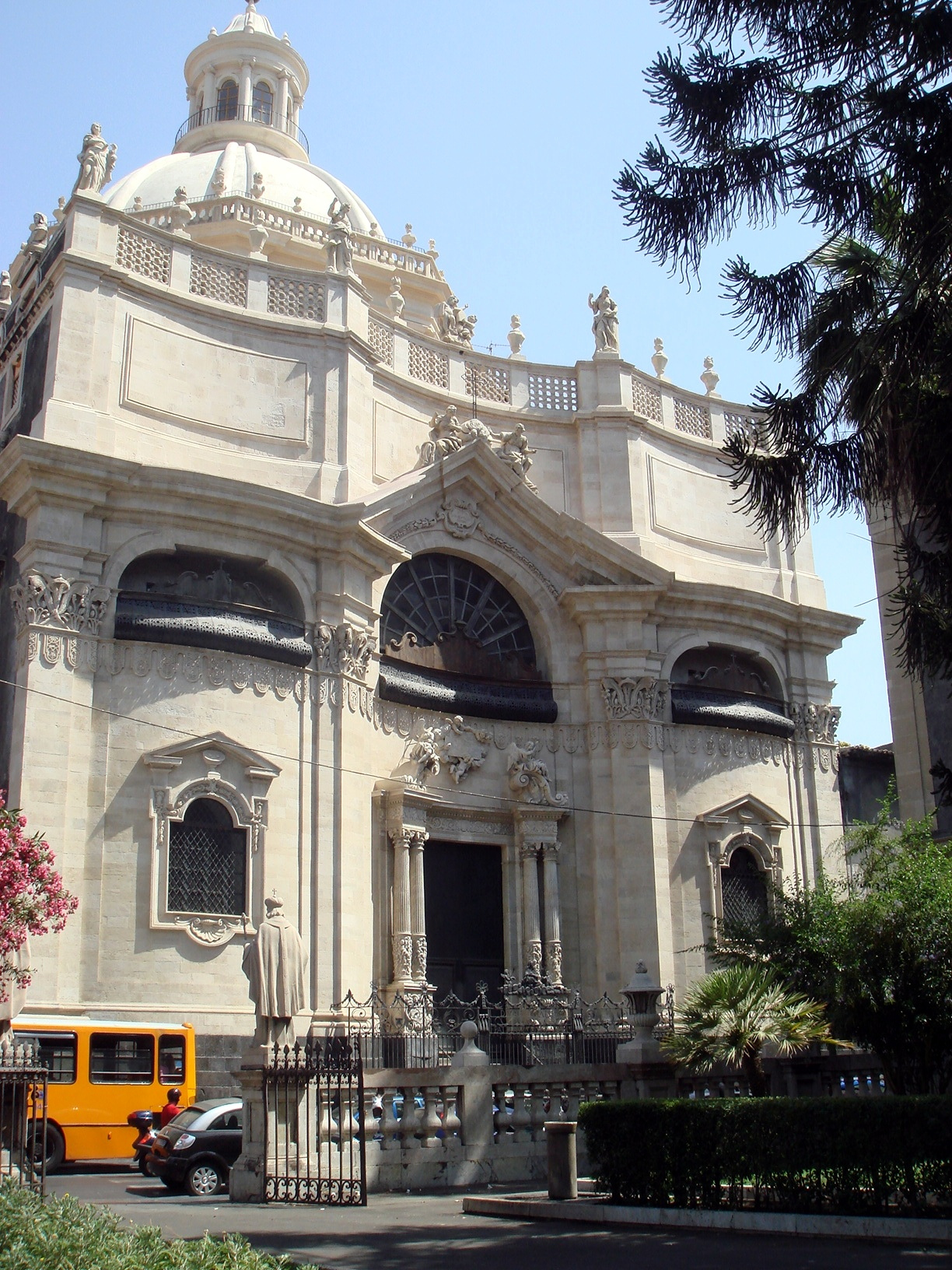
Badia di Sant'Agata
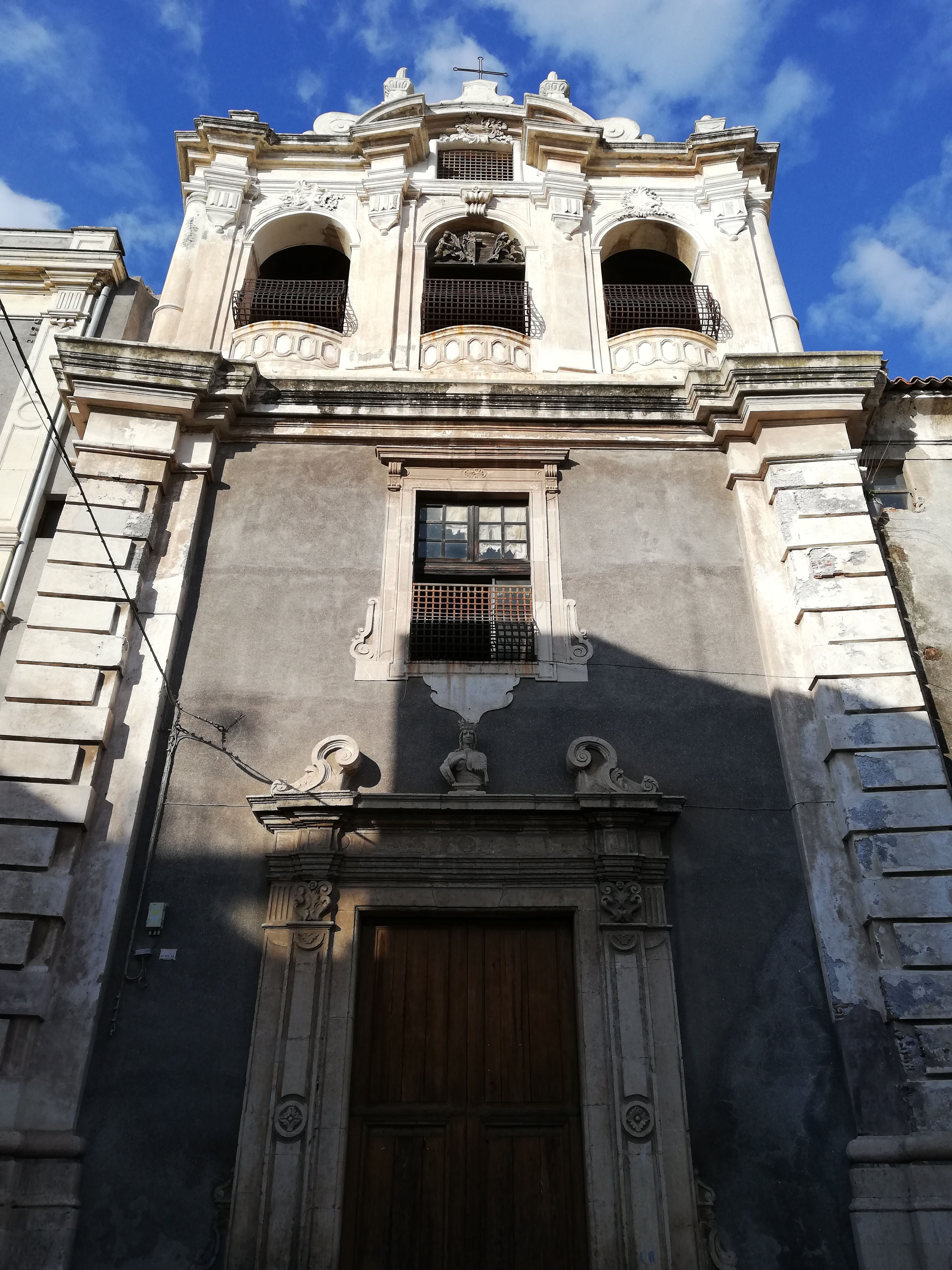
Sant'Agata alle Verginelle
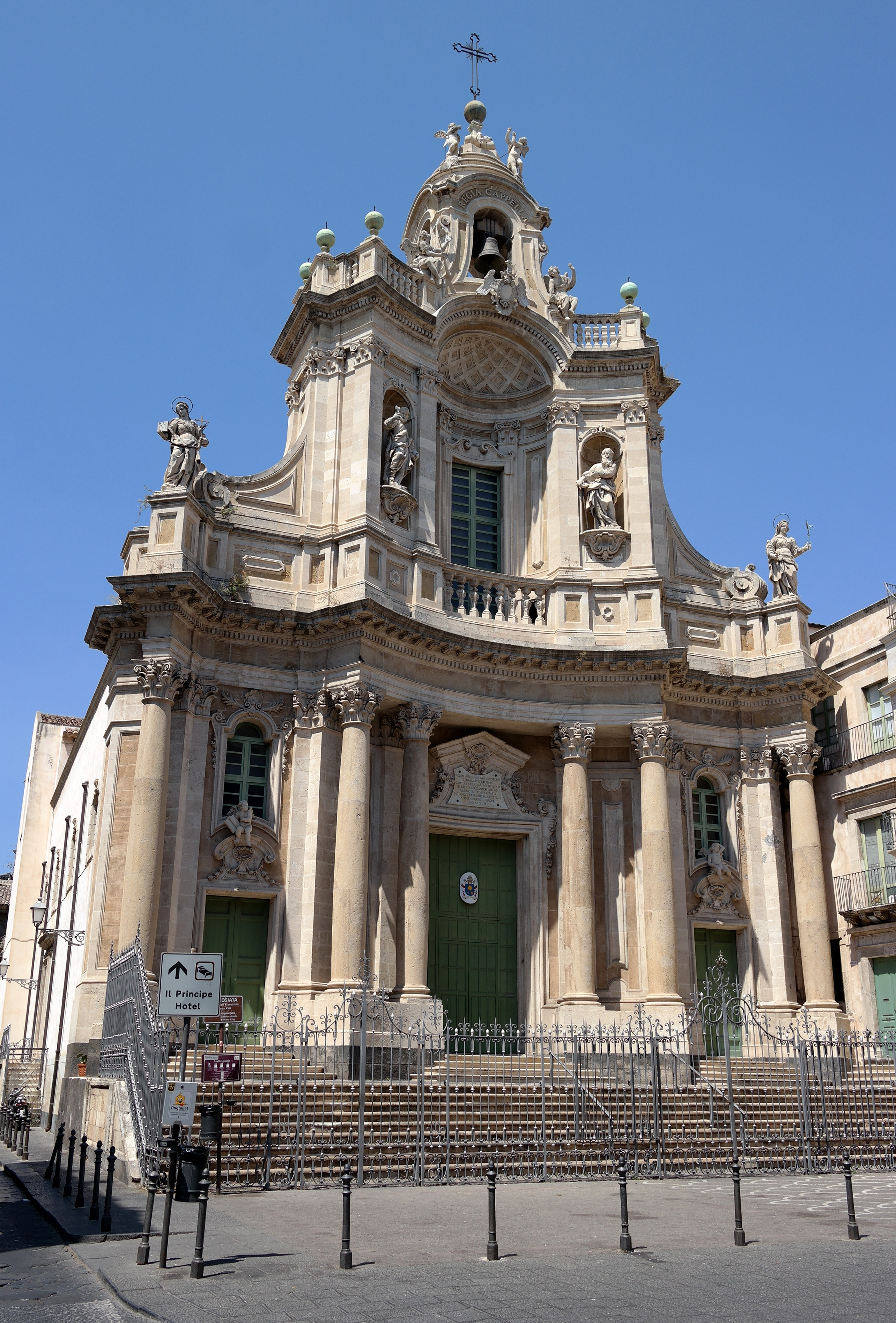
Basilica Collegiata
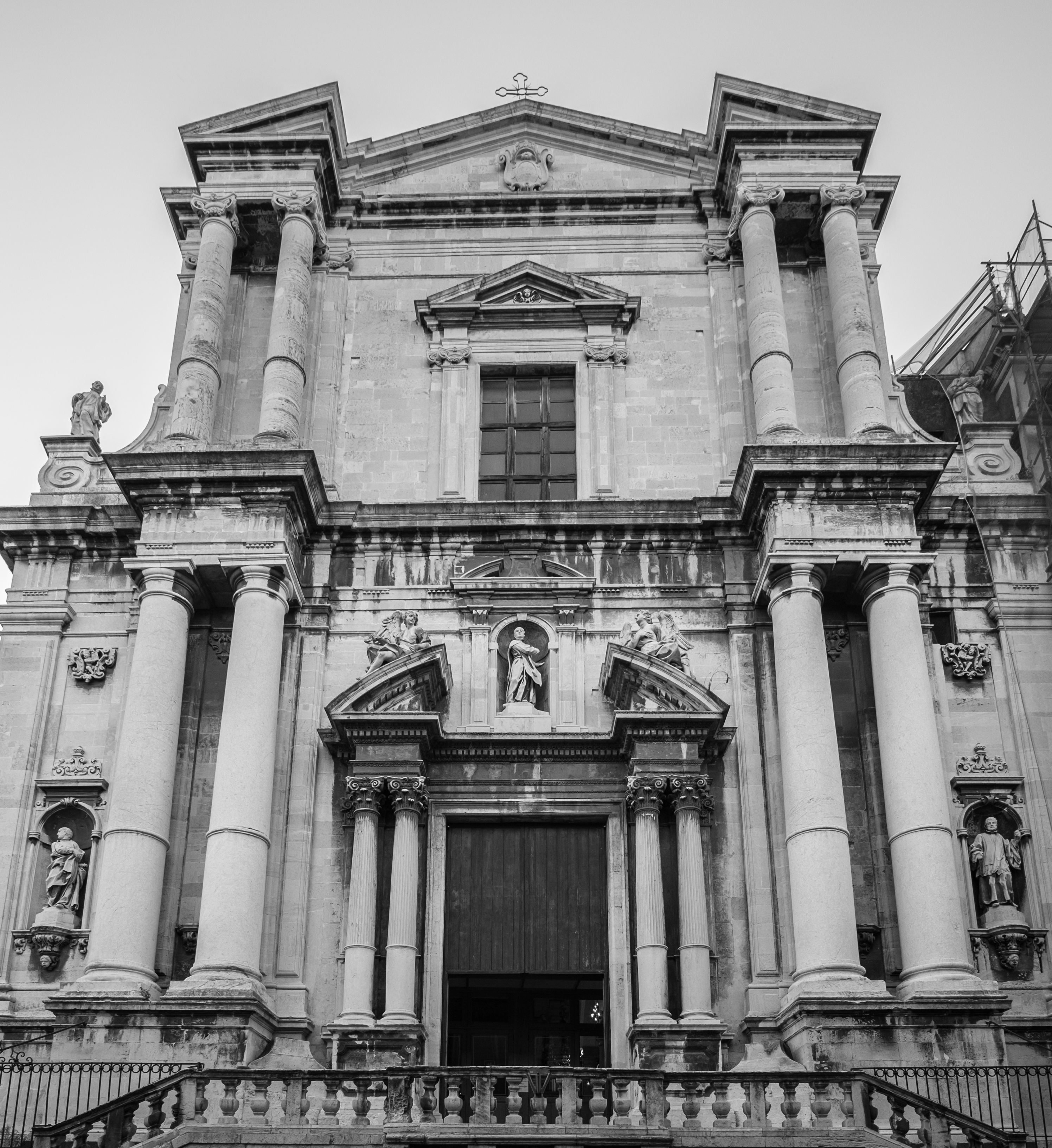
San Francesco Borgia
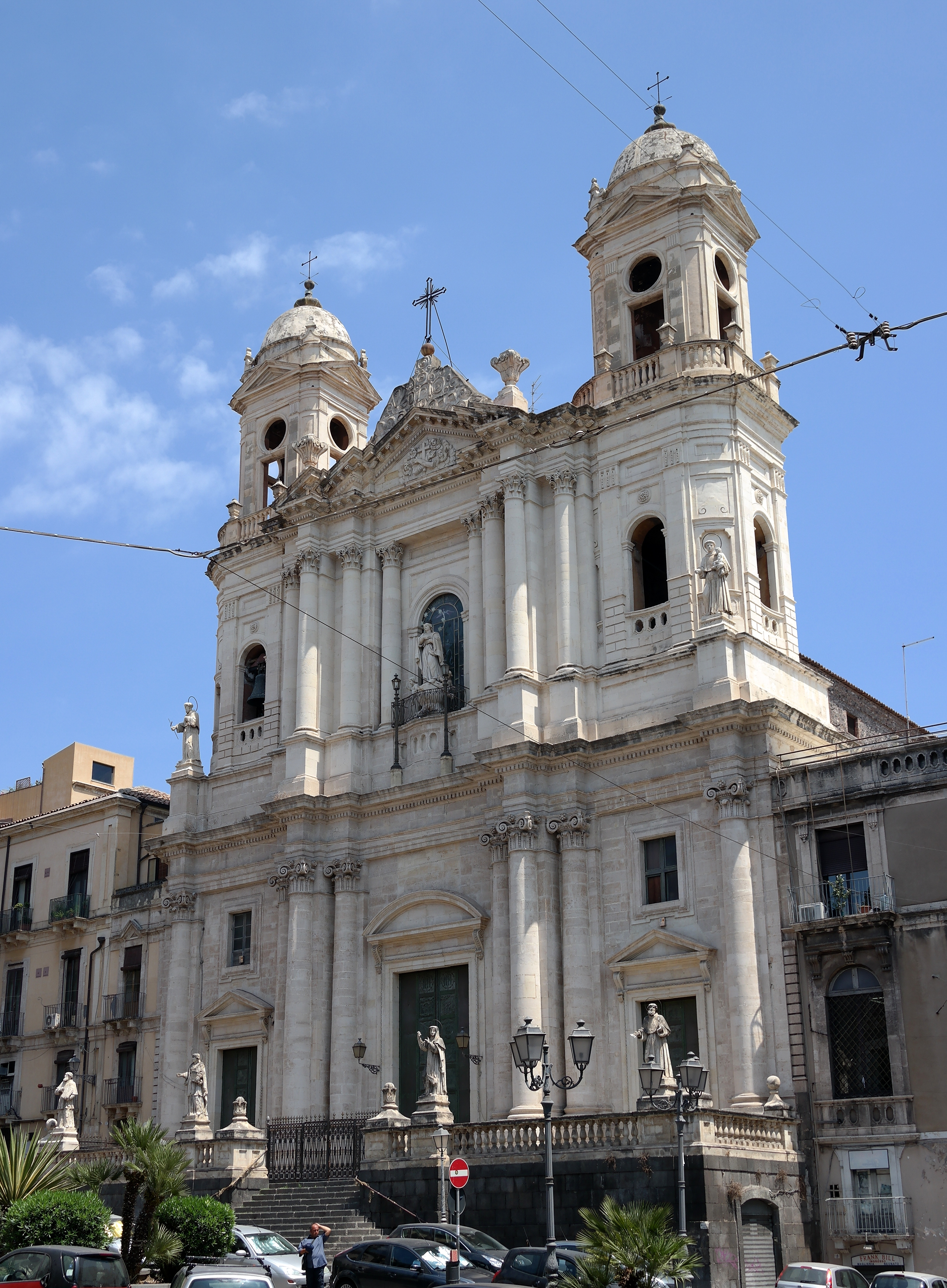
San Francesco all'Immacolata
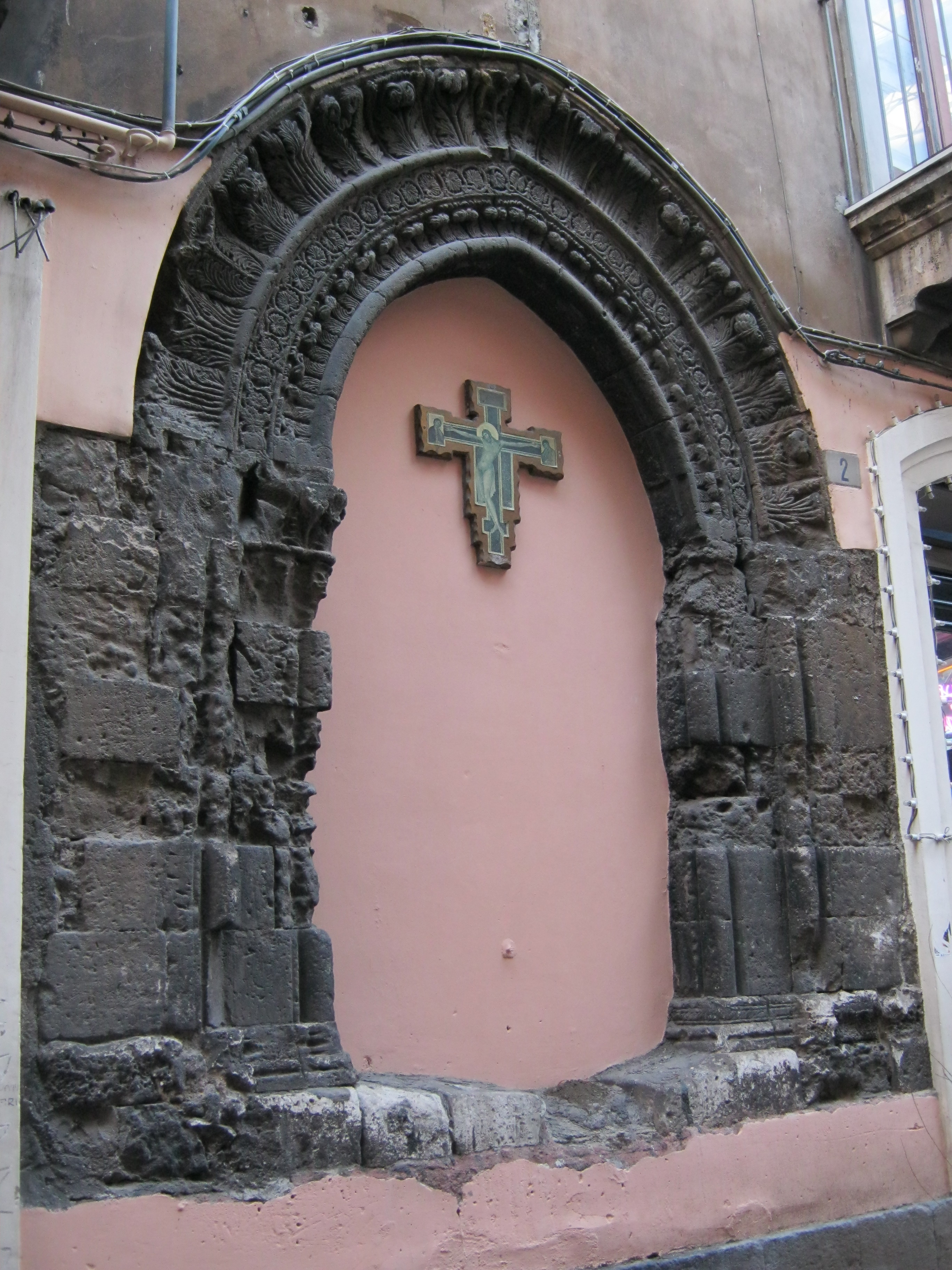
San Giovanni de' Fleres
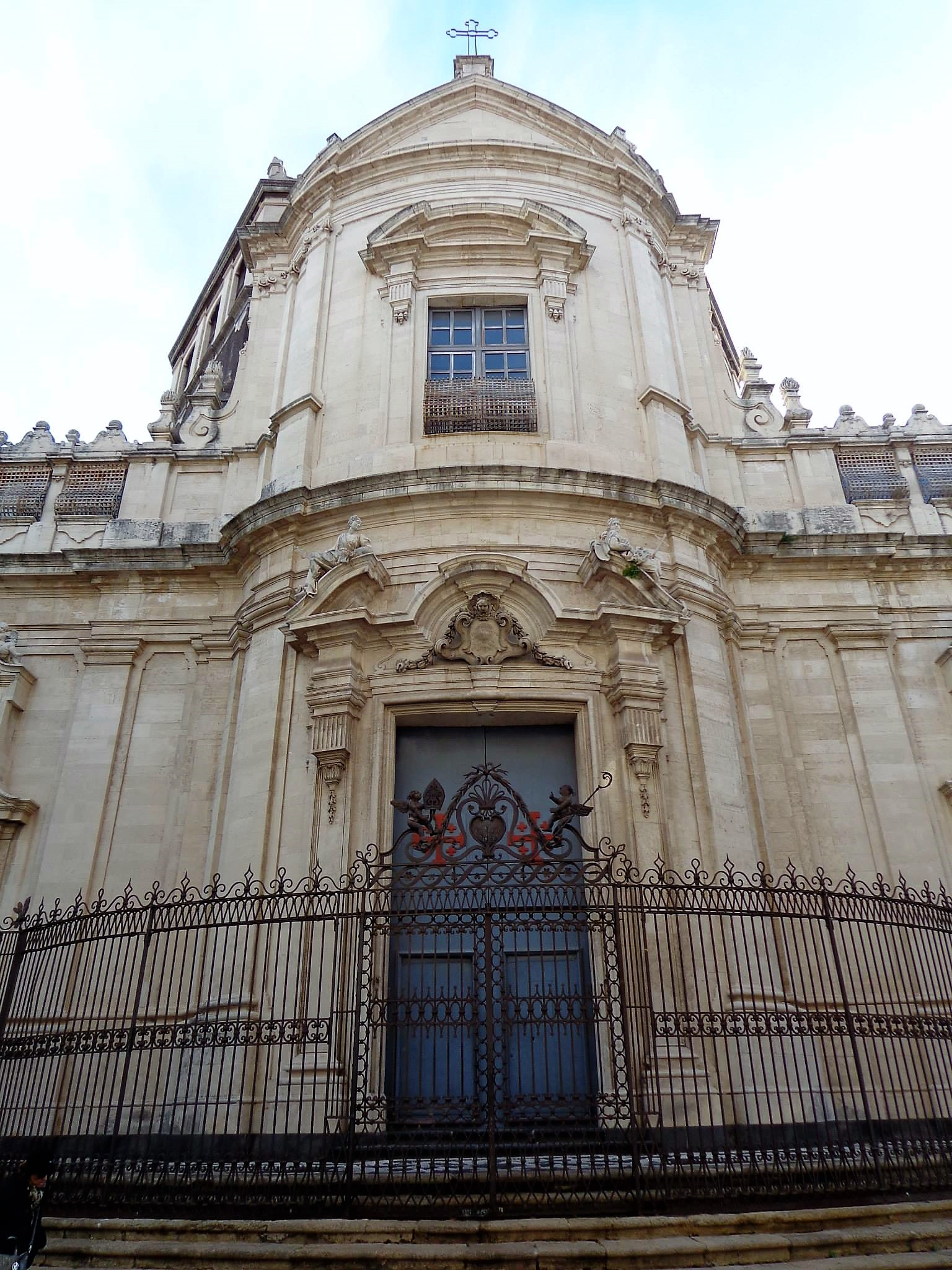
San Giuliano
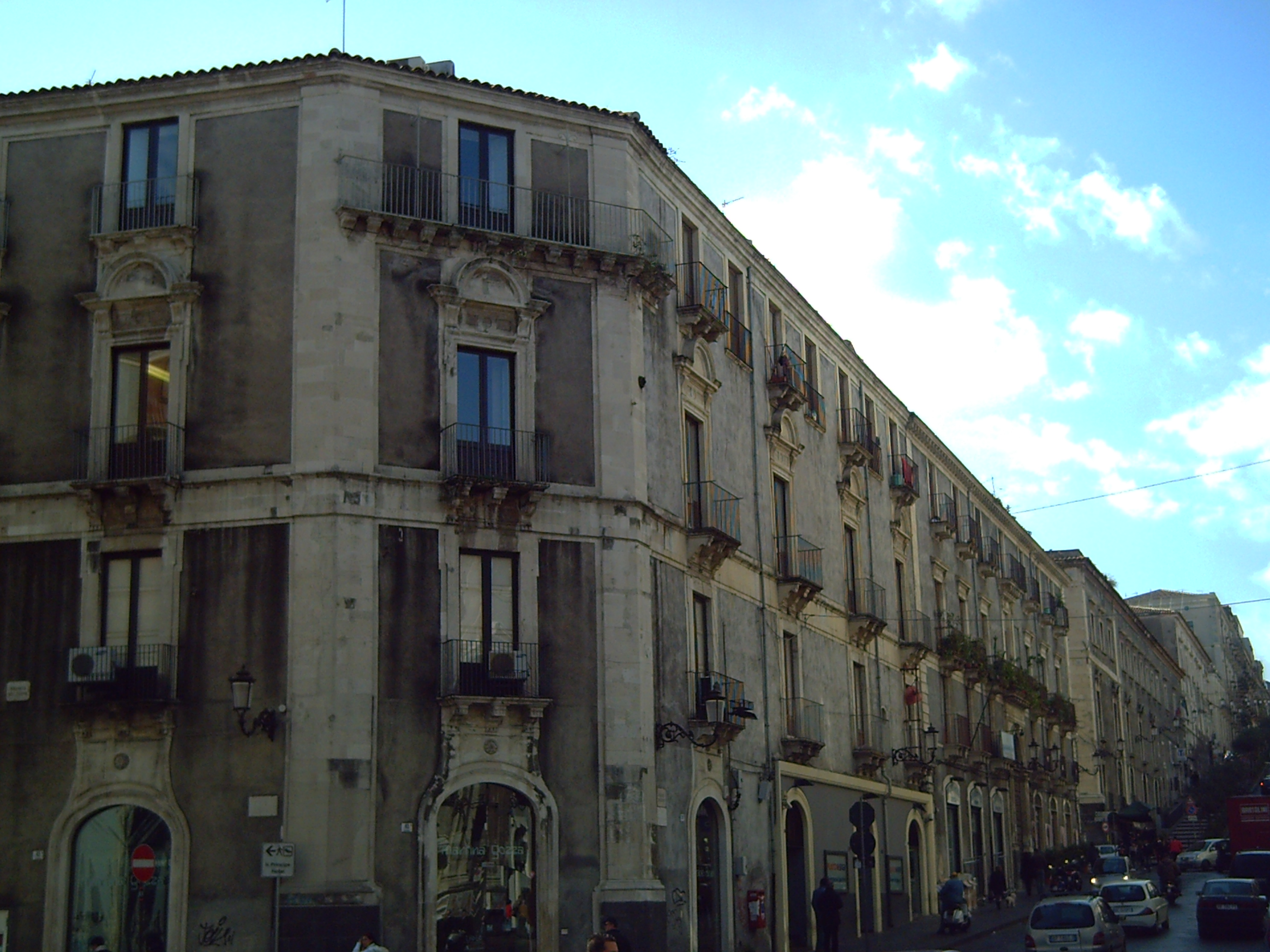
Convento di Santa Nicolella
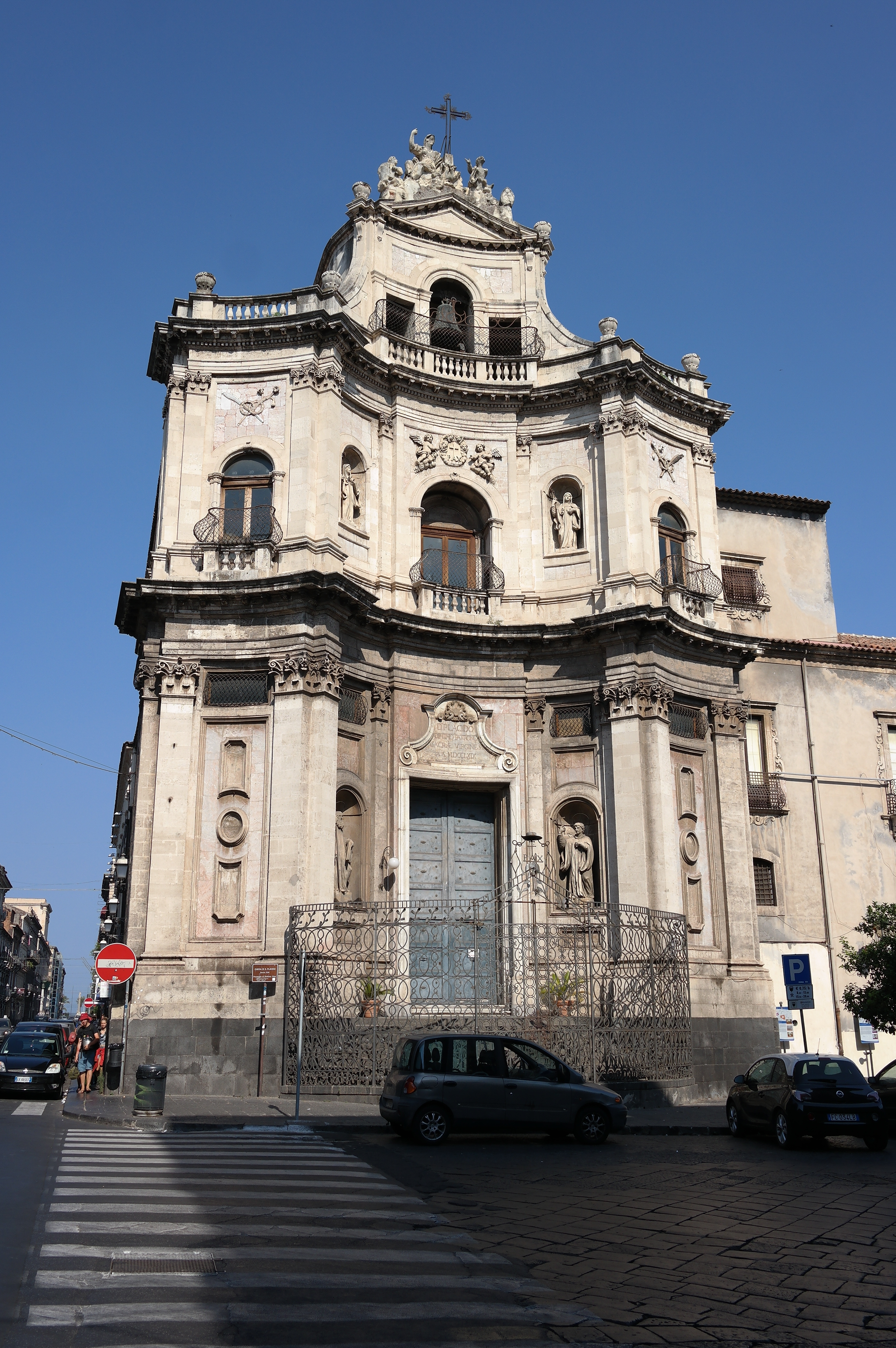
San Placido
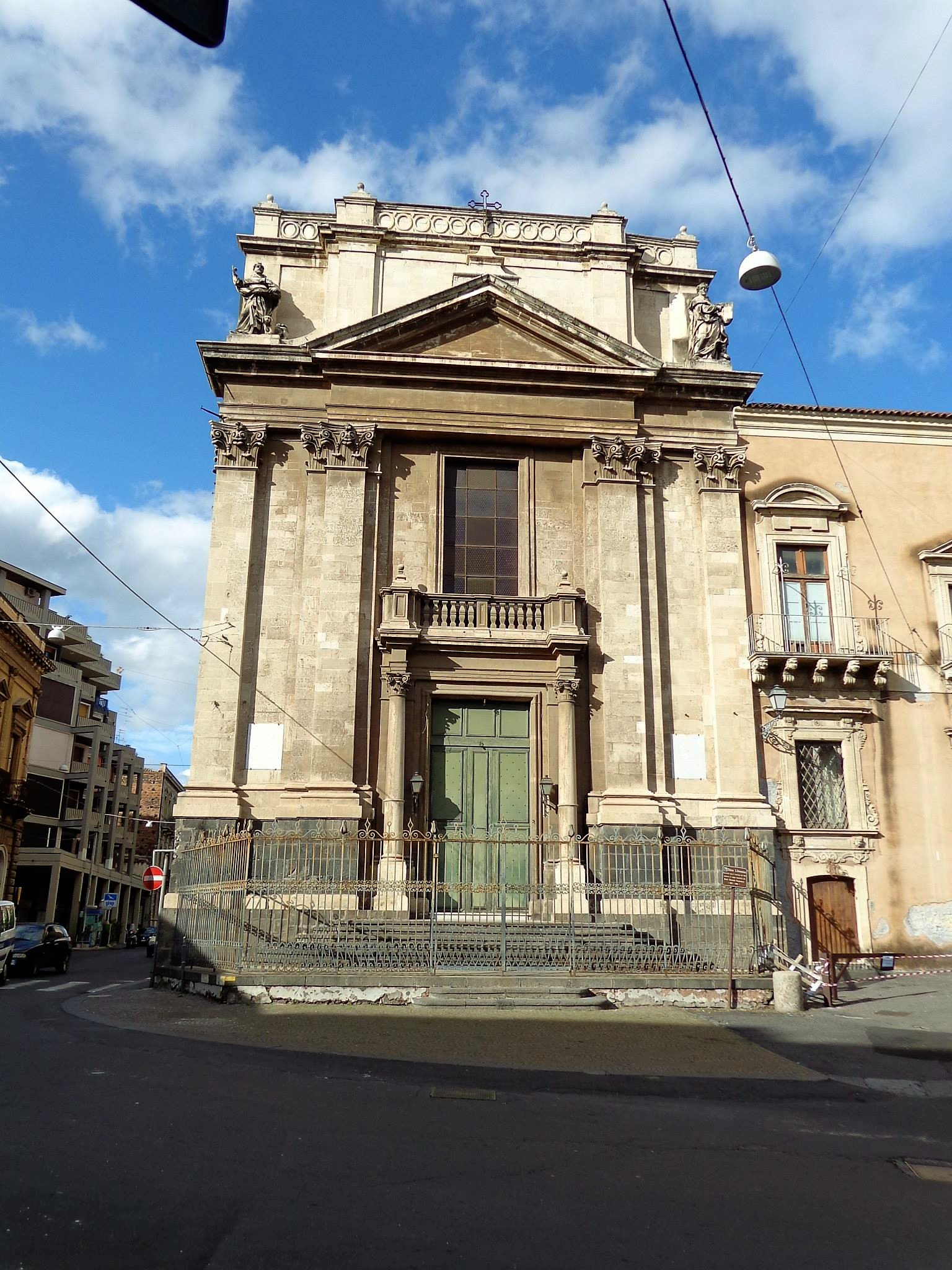
San Domenico
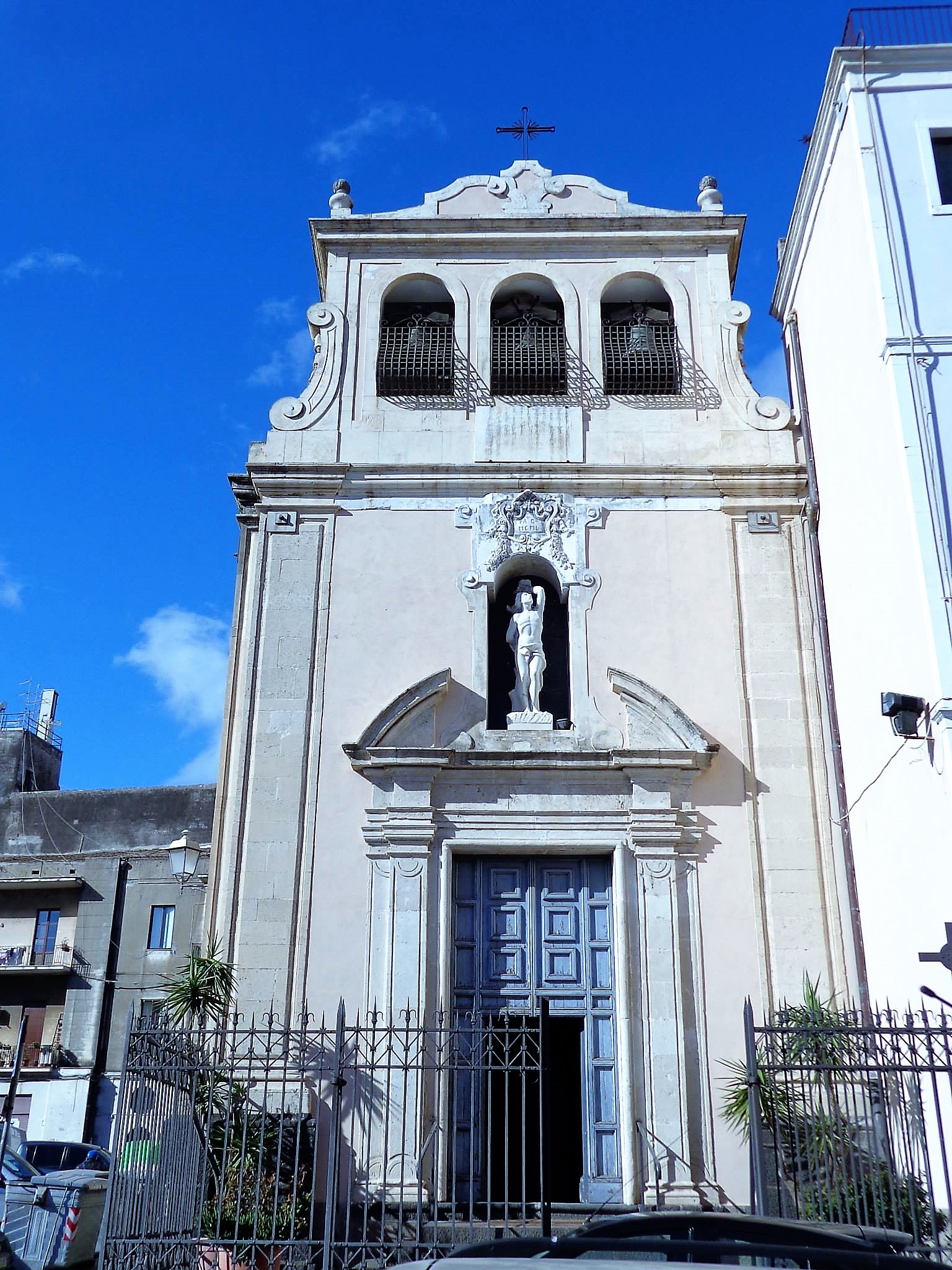
San Sebastiano
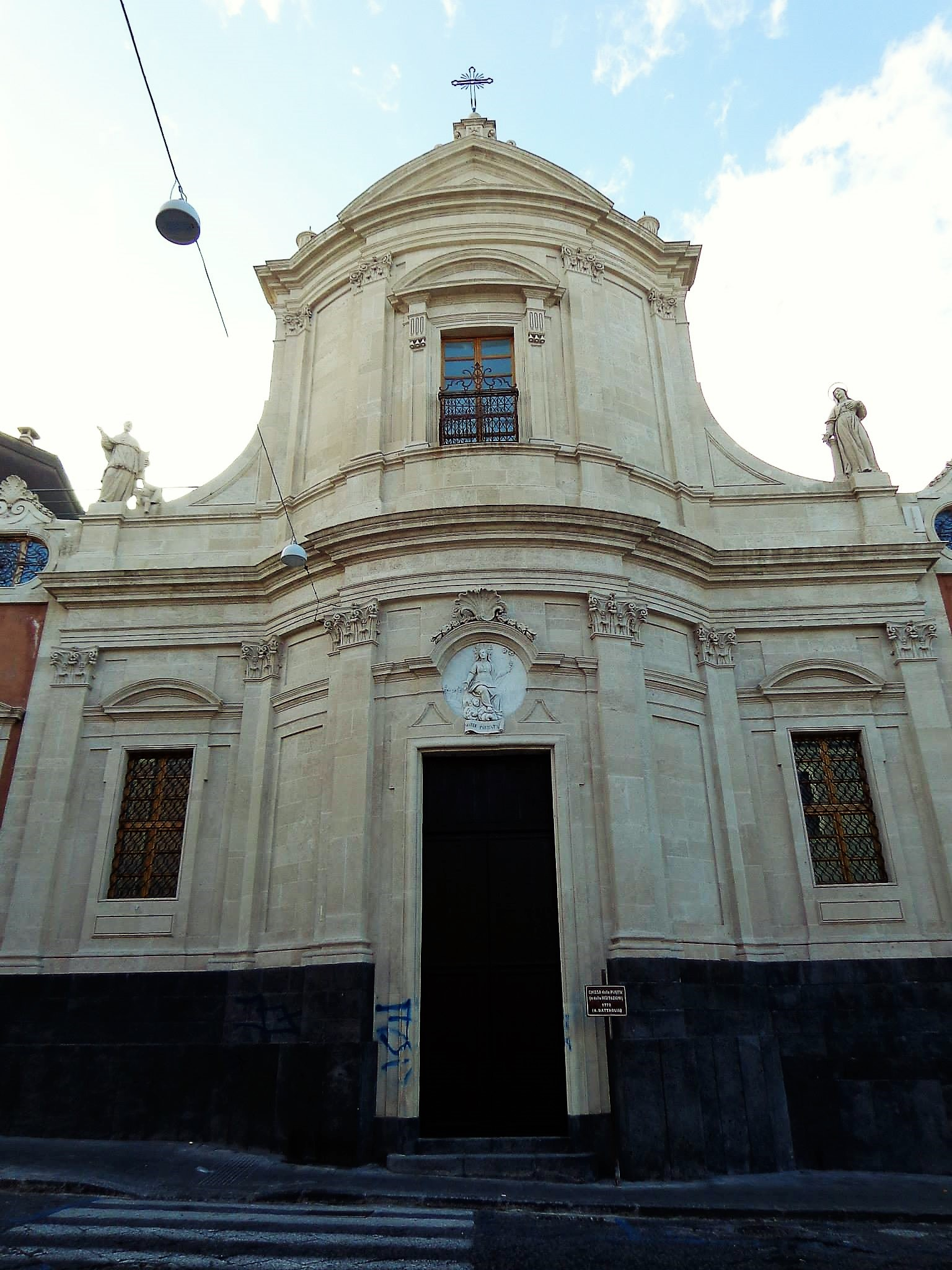
La Purità
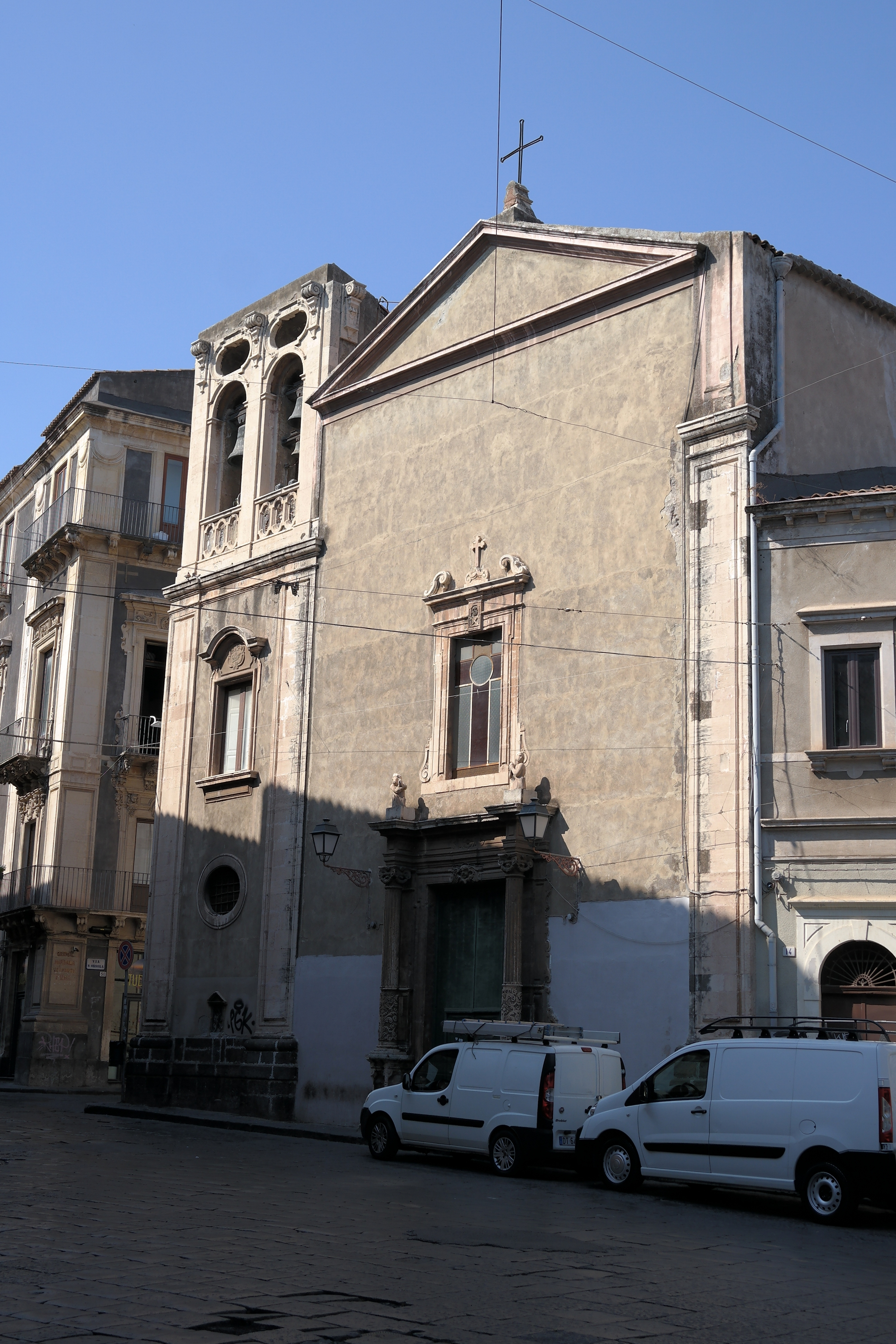
Sant'Orsola
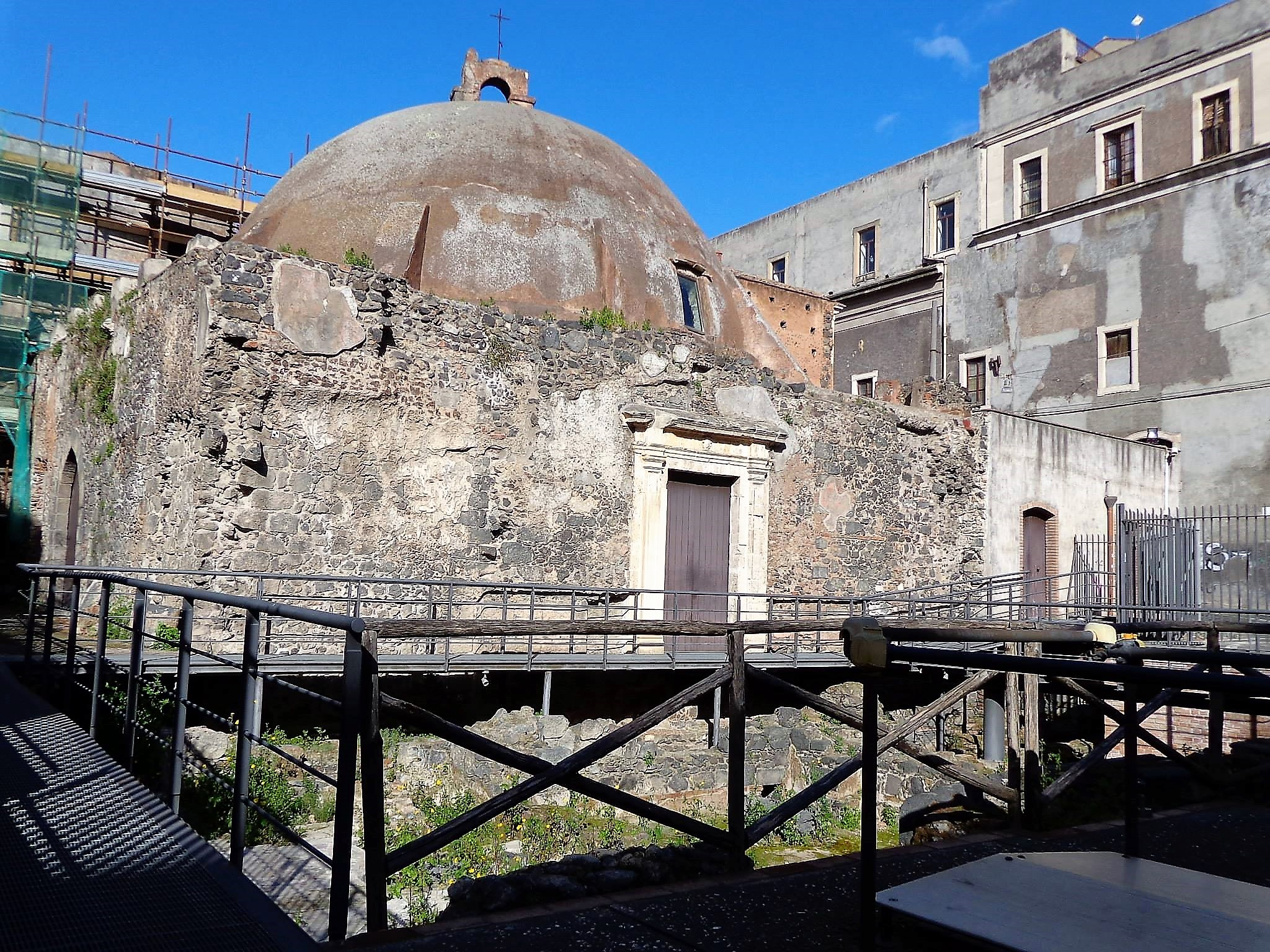
Chiesa della Rotonda
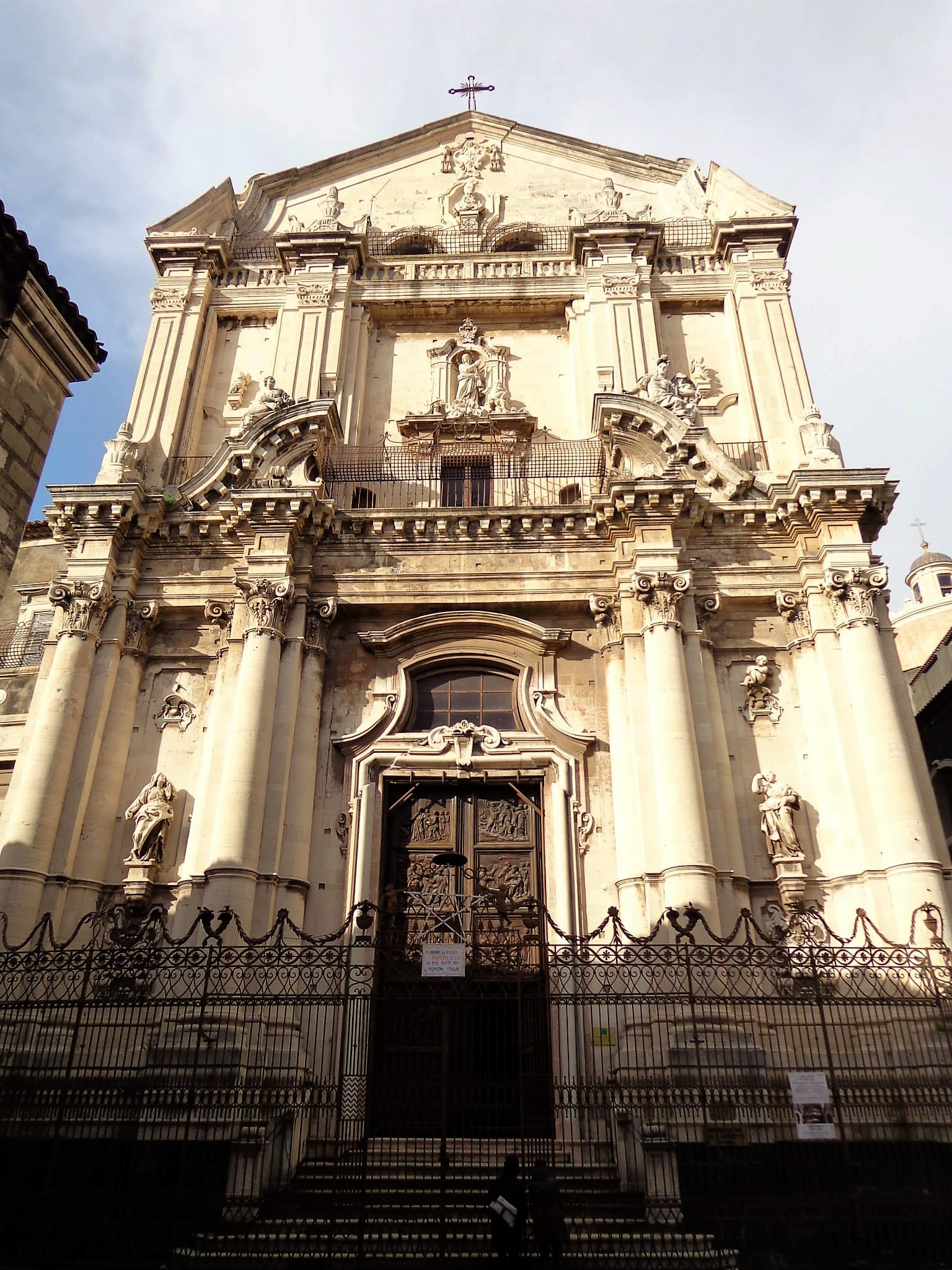
San Benedetto
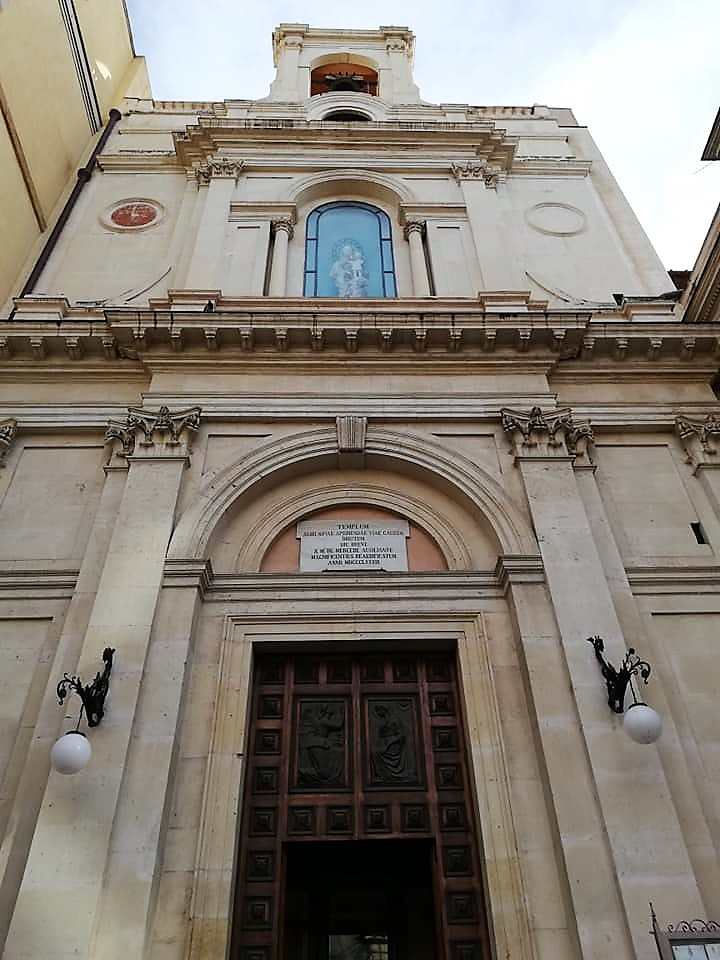
Santa Maria della Mercede
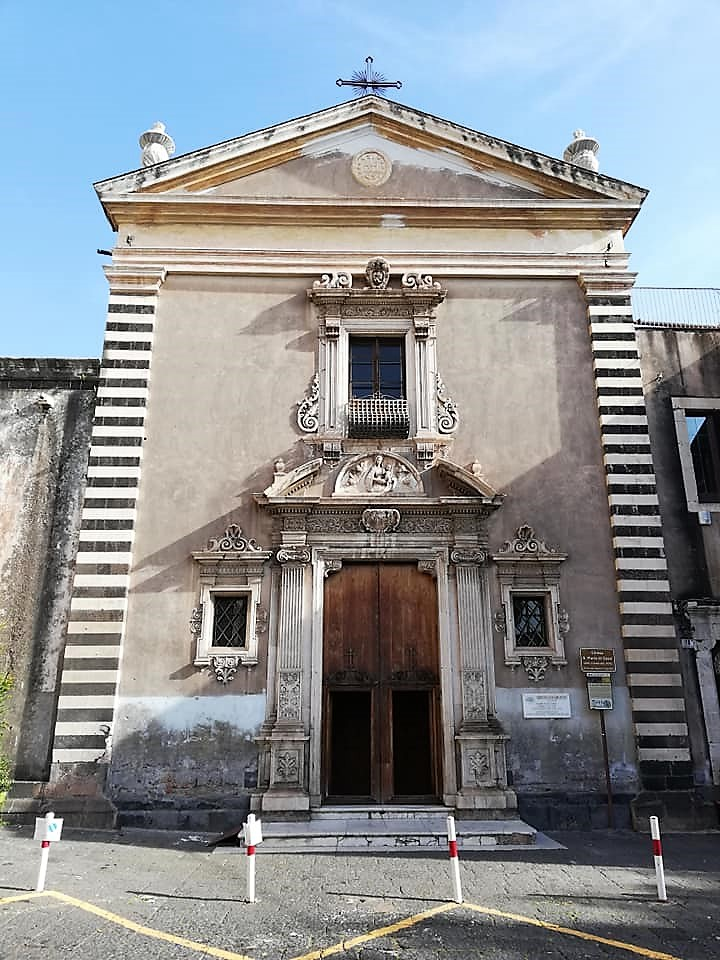
Santa Maria di Gesù
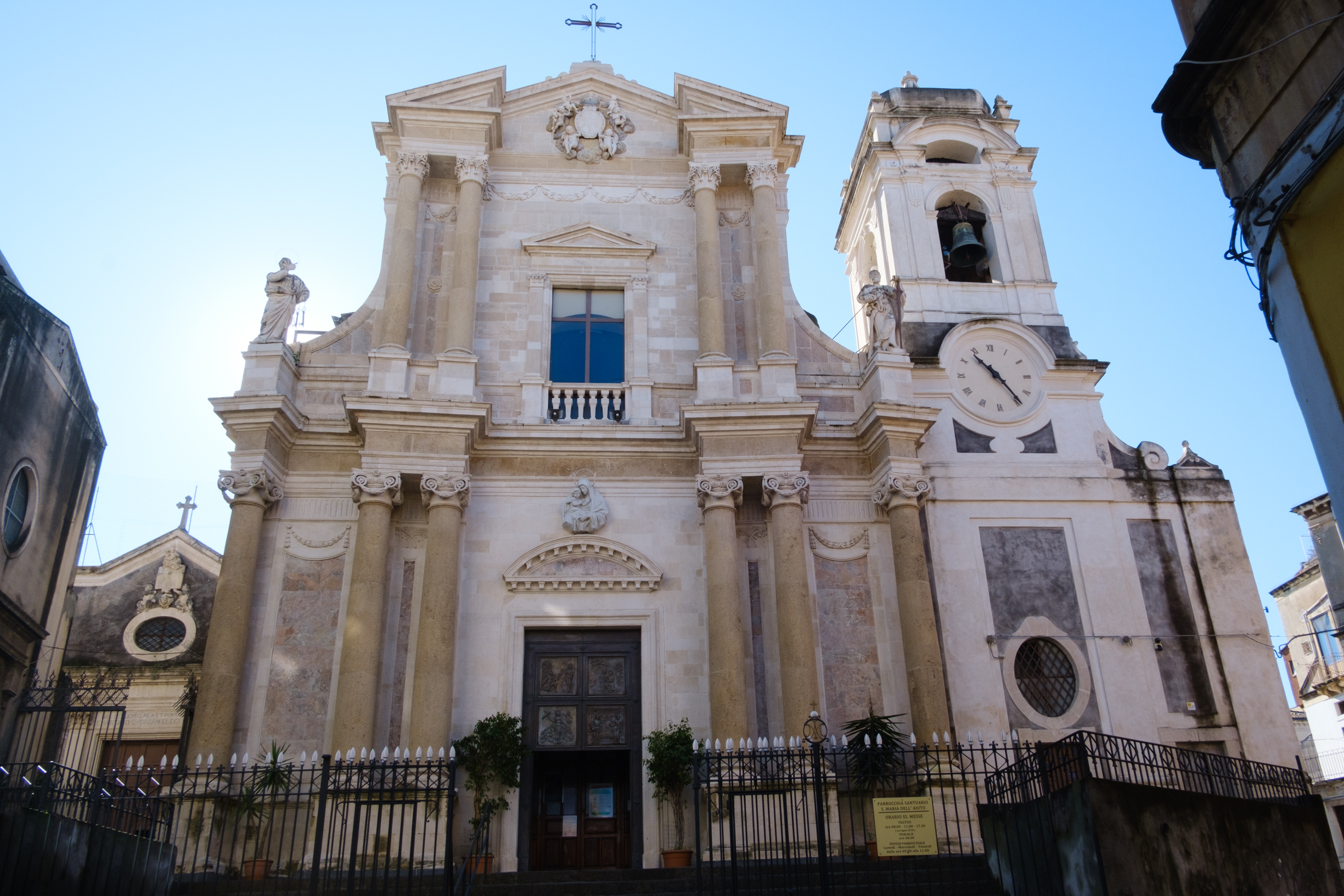
Santuario di Santa Maria dell'Aiuto
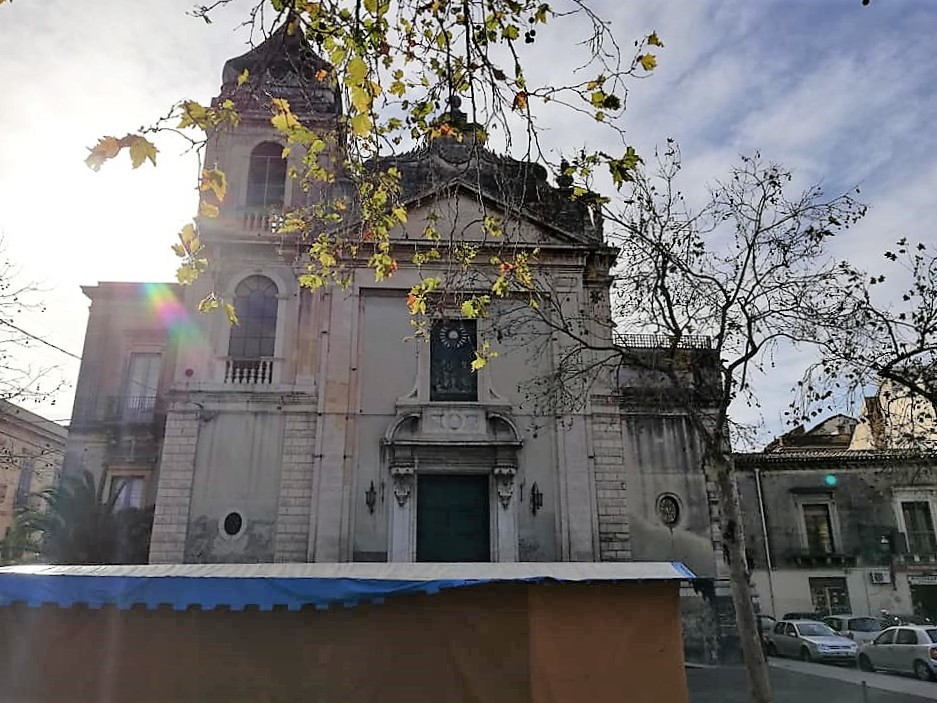
Chiesa del Santissimo Sacramento al Borgo
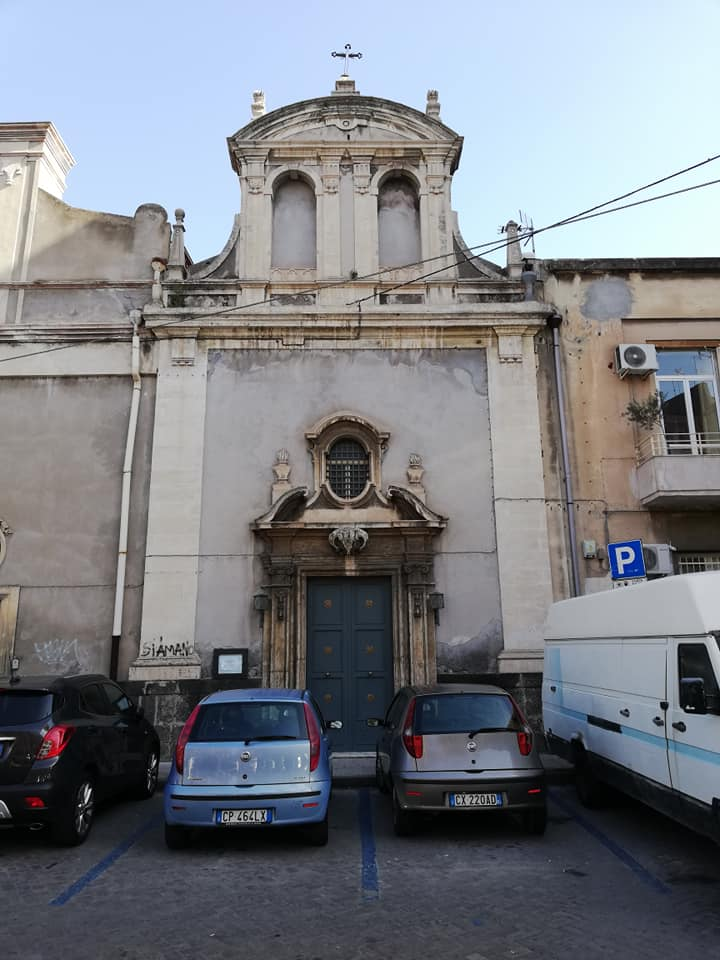
Chiesa di San Vito
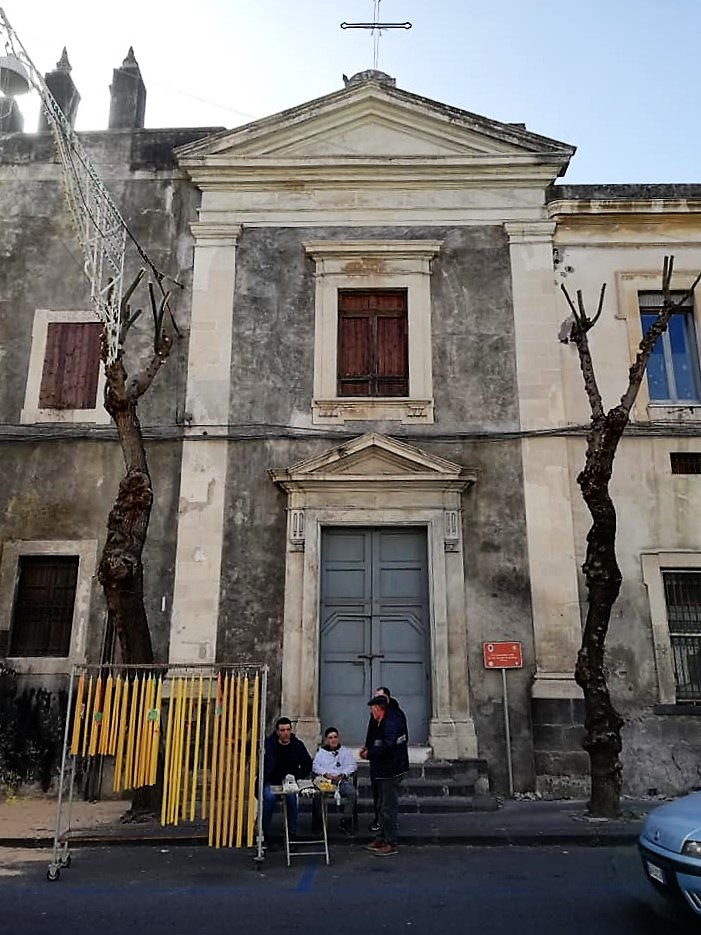
Chiesa del Santo Bambino
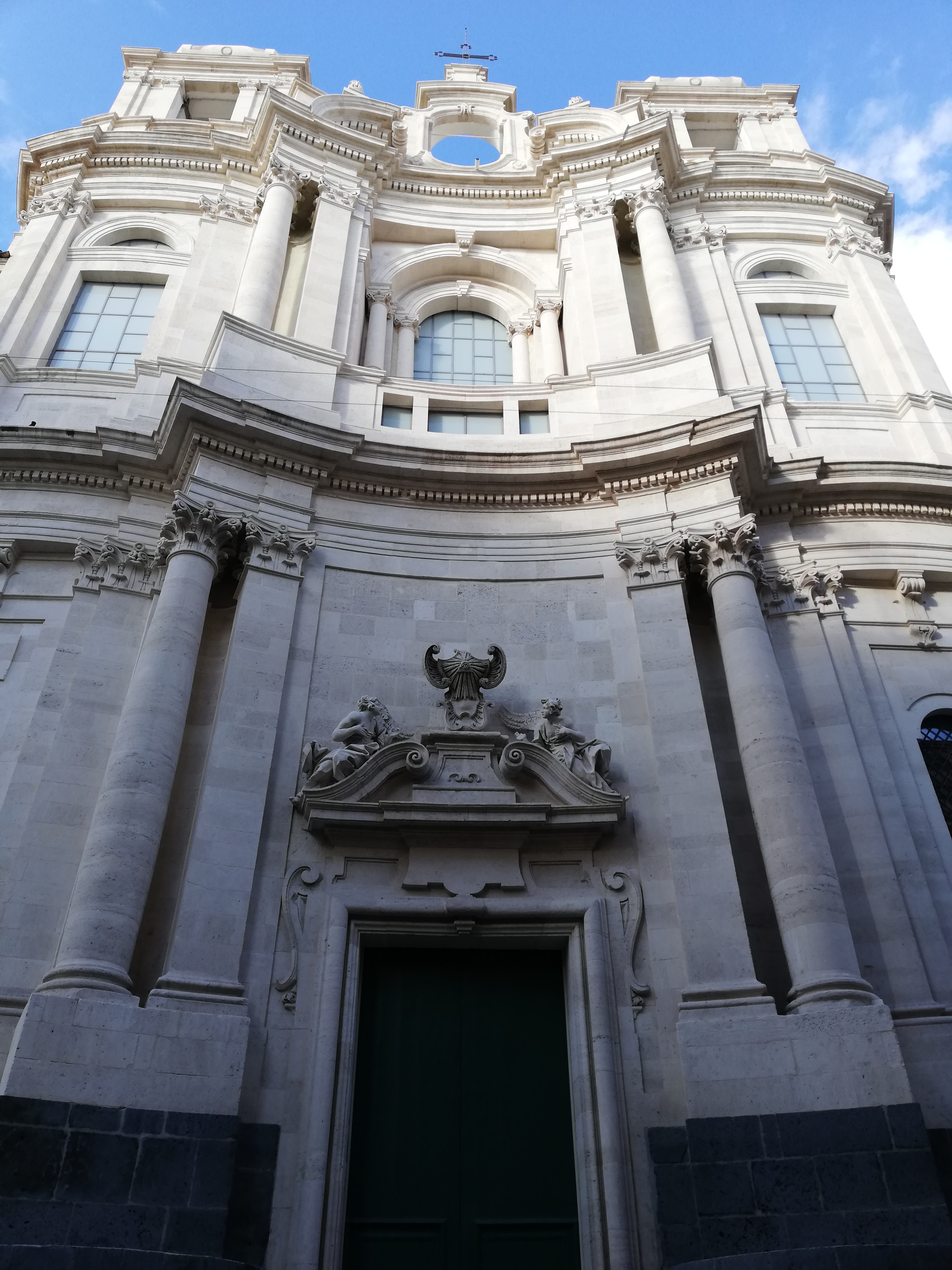
Chiesa della Santissima Trinità
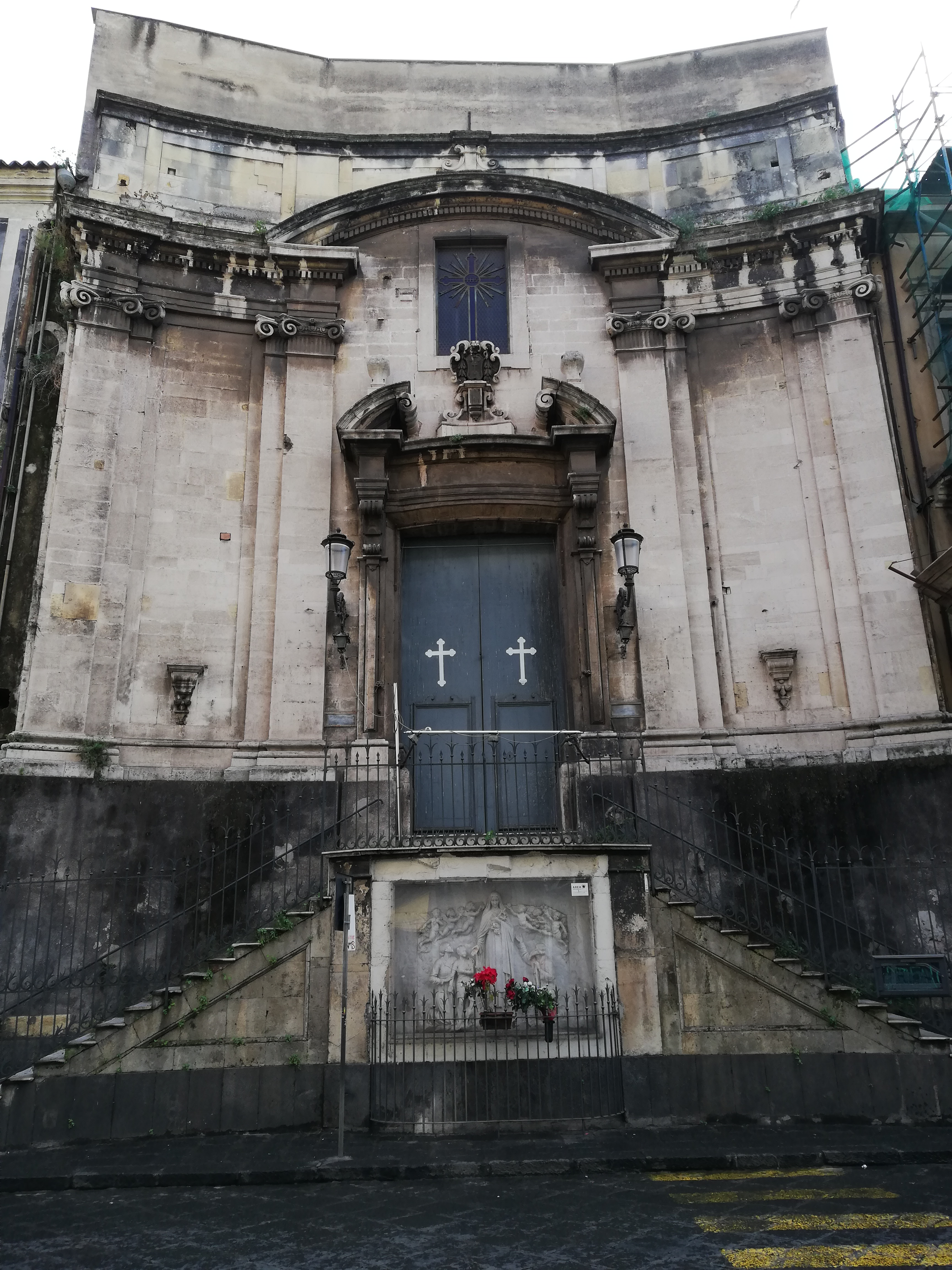
Santa Teresa del Bambin Gesù
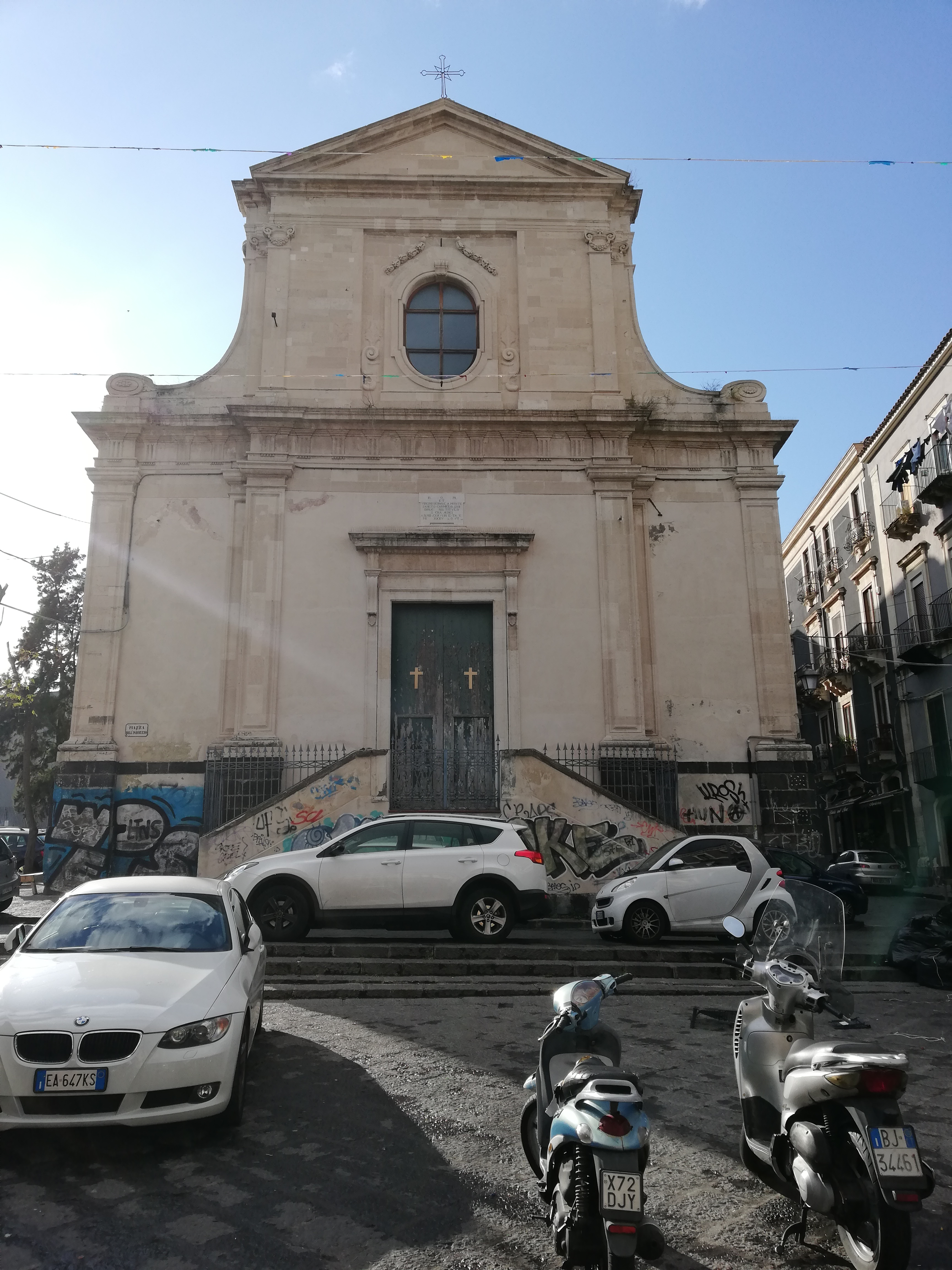
Santa Maria dell'Indirizzo
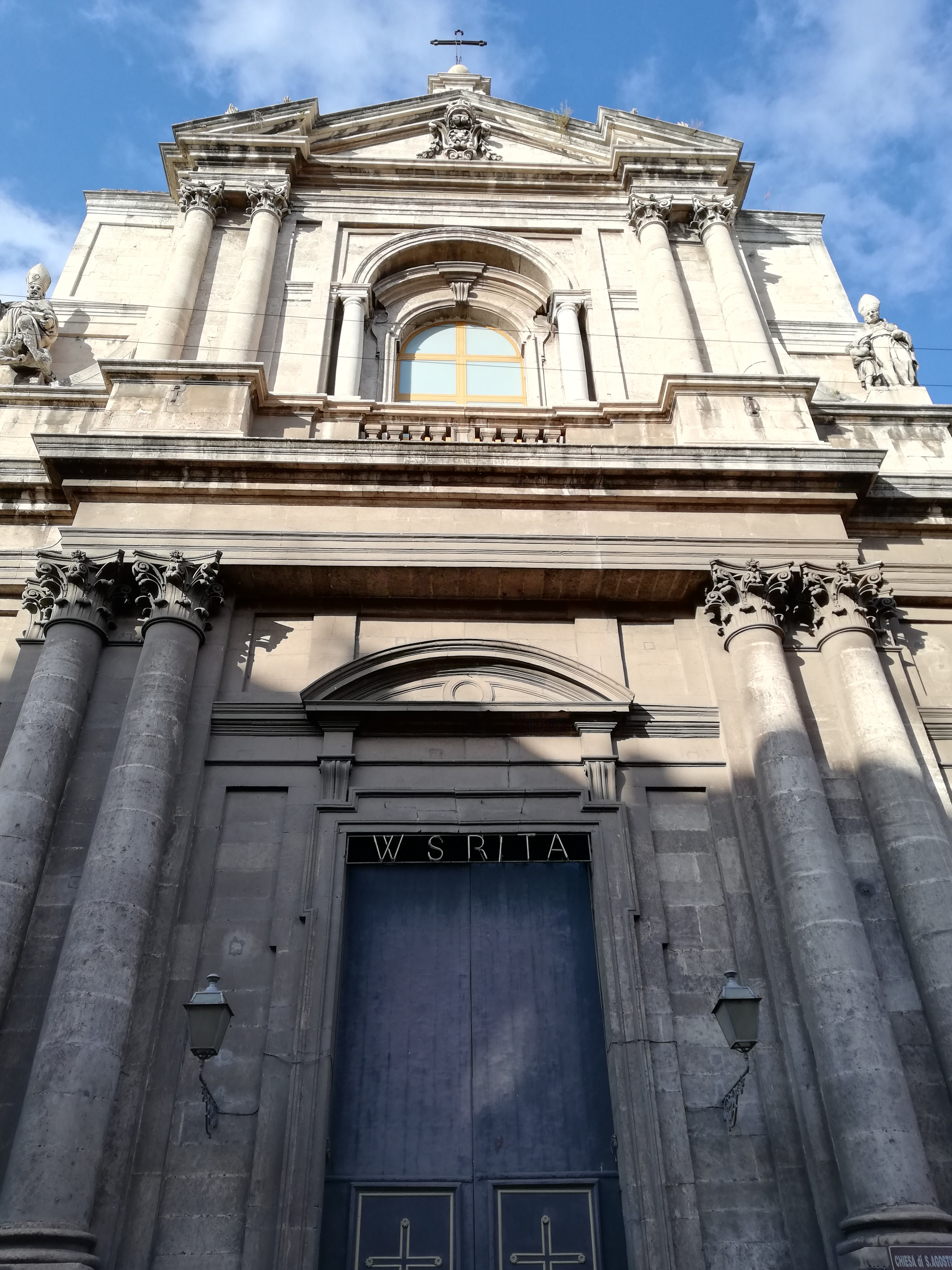
Sant'Agostino o Santa Rita
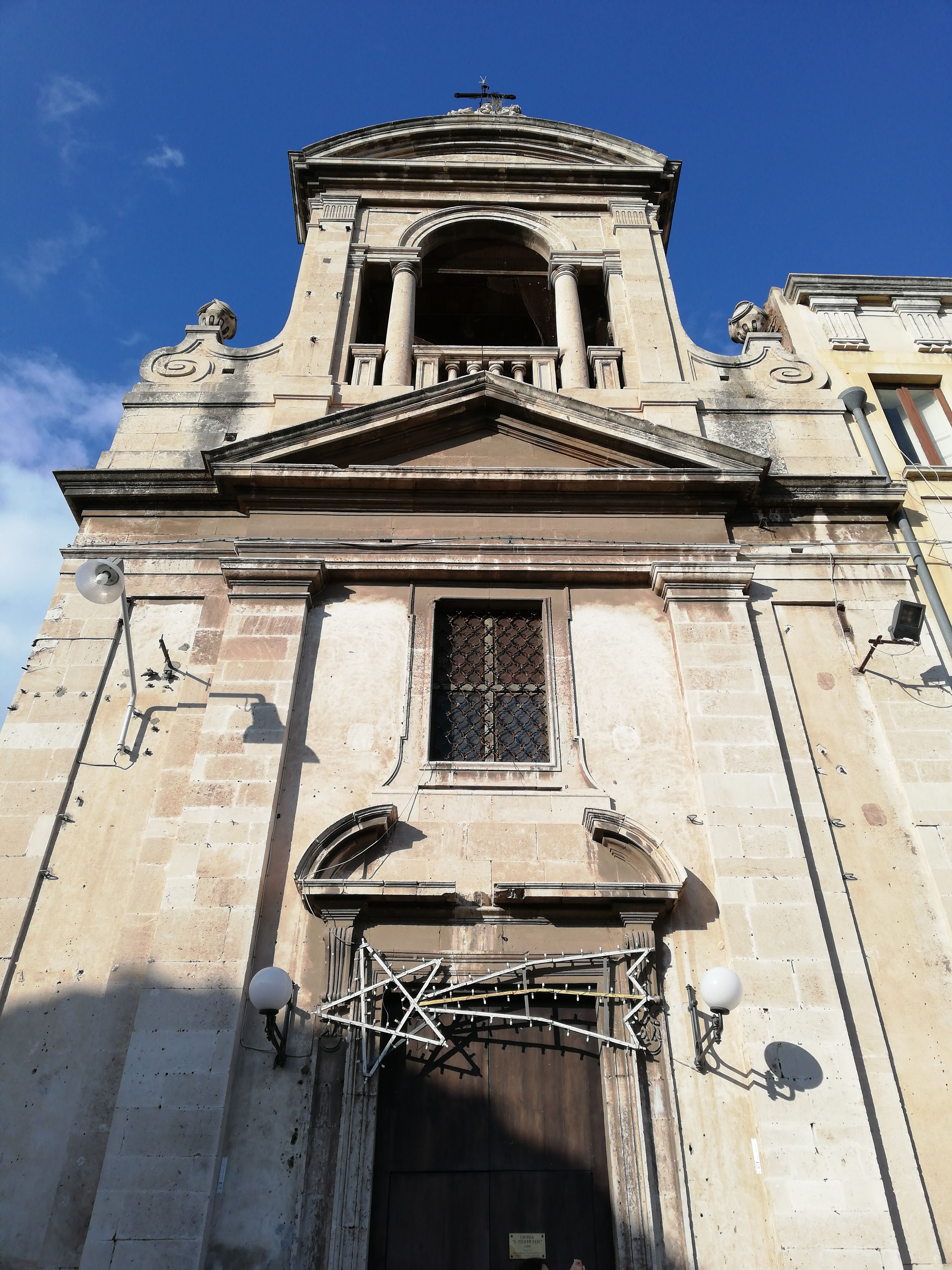
San Filippo Neri
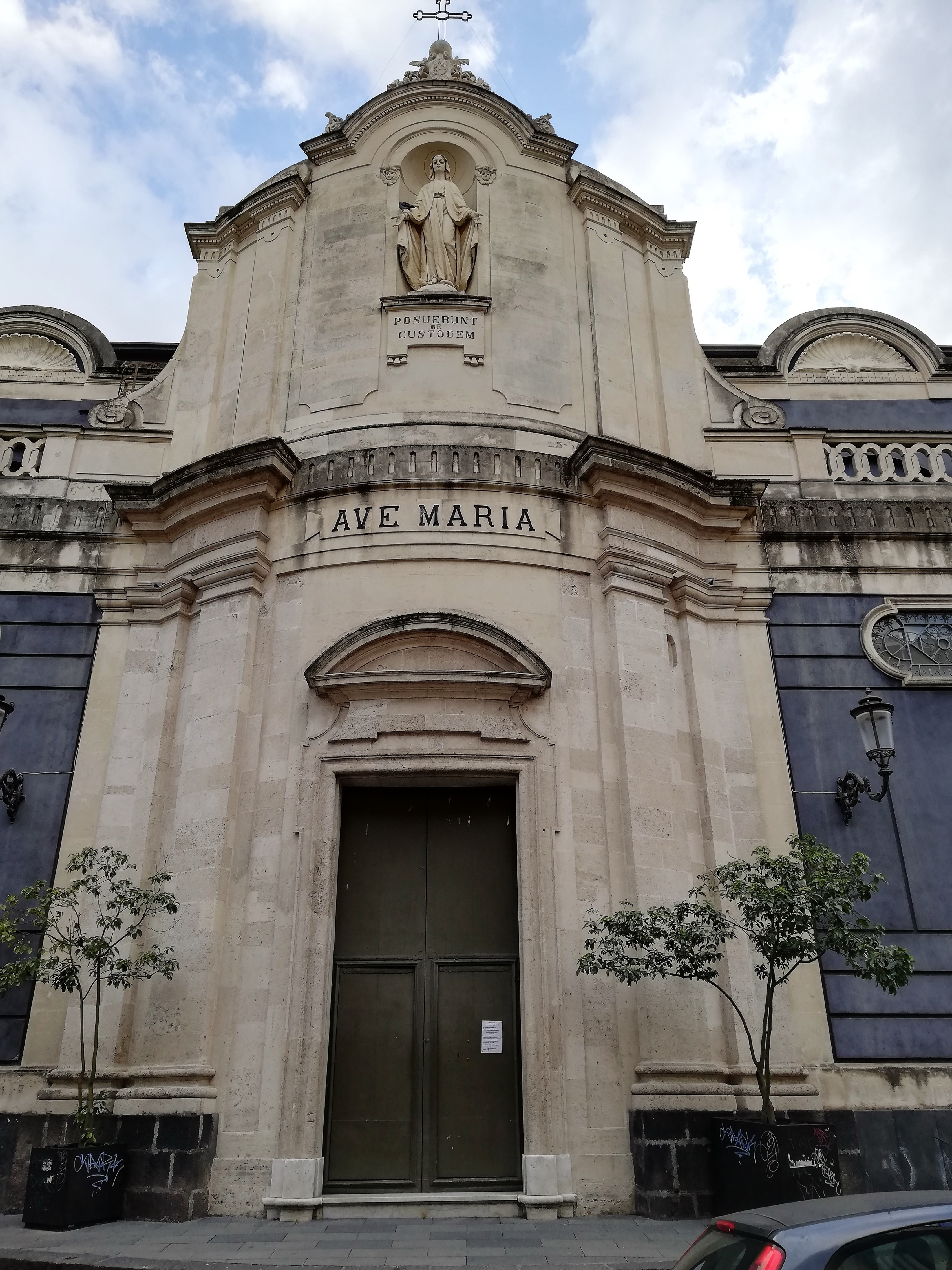
Immacolata Concezione della Beata Maria Vergine ai Minoritelli
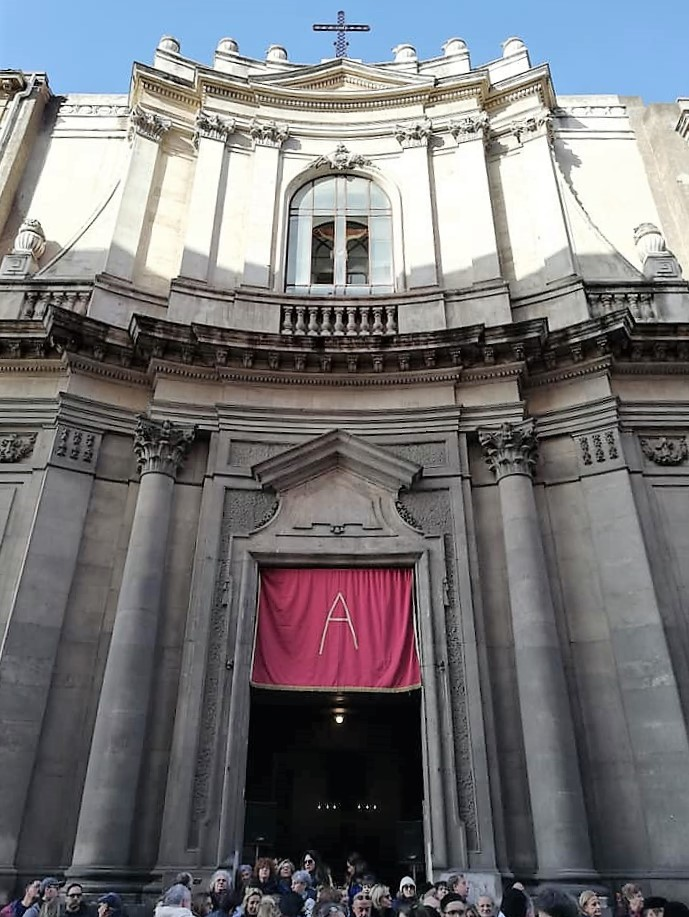
Santissimo Crocifisso dei Miracoli
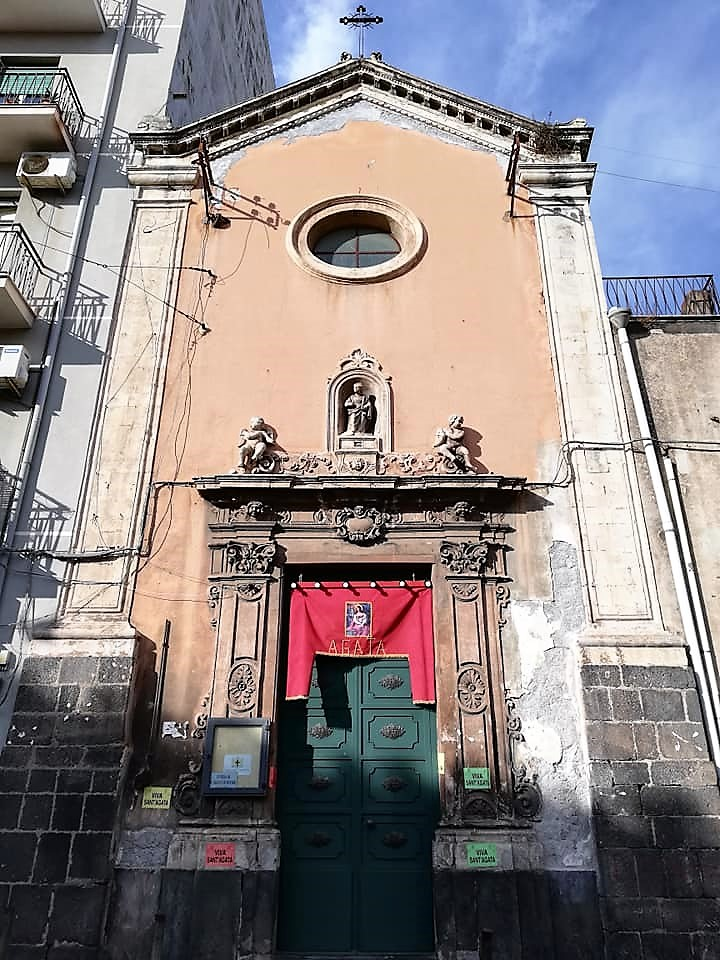
Sant'Agata alle Sciare
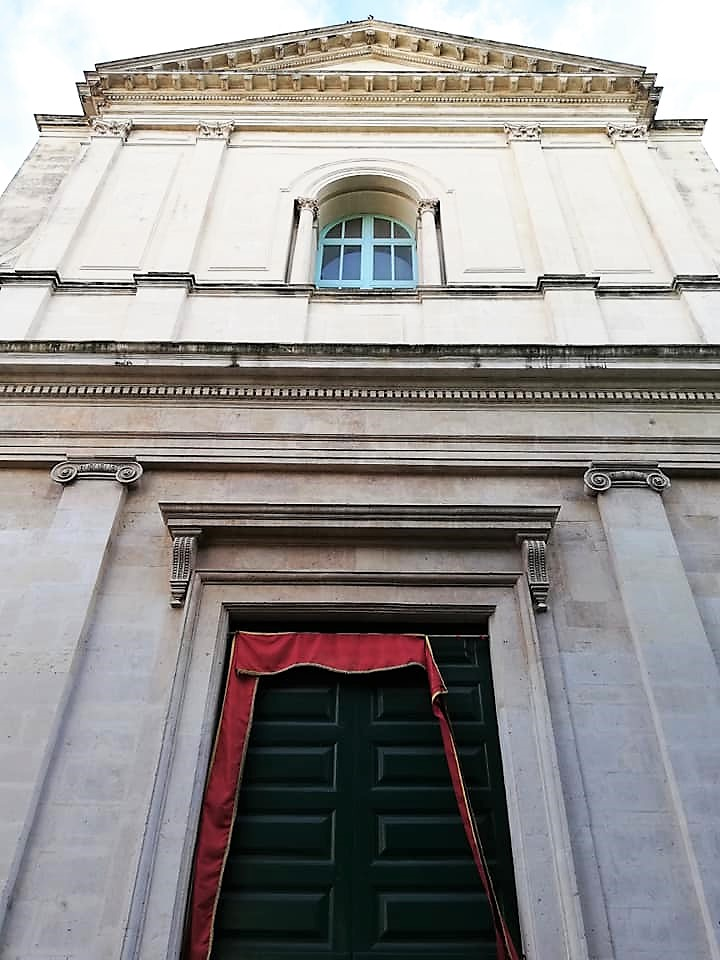
Santi Cosma e Damiano
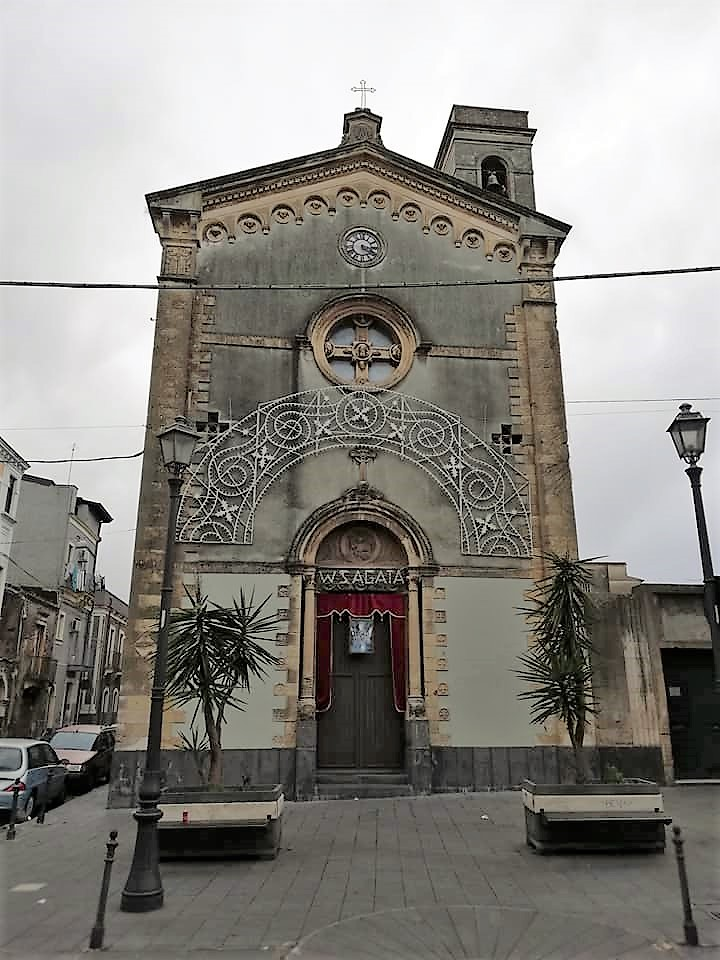
Santi Angeli Custodi
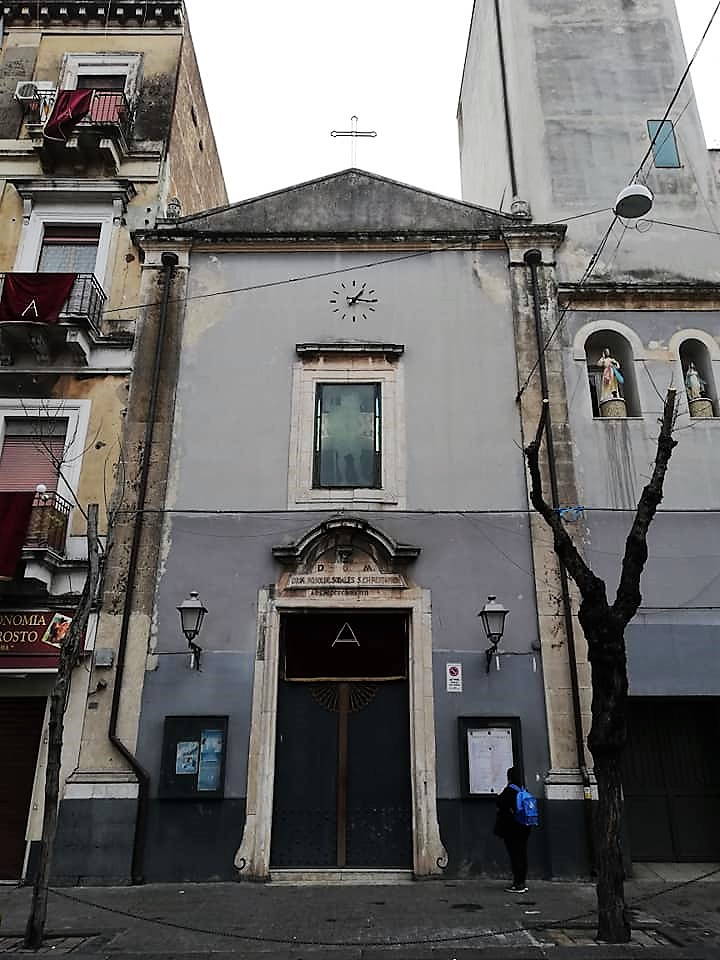
San Cristoforo via Plebiscito